# Навколо світу за вісімдесят днів
«Навко́ло сві́ту за вісімдеся́т днів» (фр. «Le Tour du monde en quatre-vingts jours») — пригодницький роман французького письменника Жуля Верна 1873 року.
Ексцентричний англієць Філеас Фоґґ закладається, що зможе об'їхати земну кулю не більше, ніж за 80 днів. Разом зі слугою Жаном Паспарту, Фоґґ вирушає в подорож, використовуючи найрізноманітніші види транспорту.
Роман ймовірно заснований на реальній подорожі американського підприємця Джорджа Френсиса Трейна, здійсненій у 1870 році.

## Сюжет

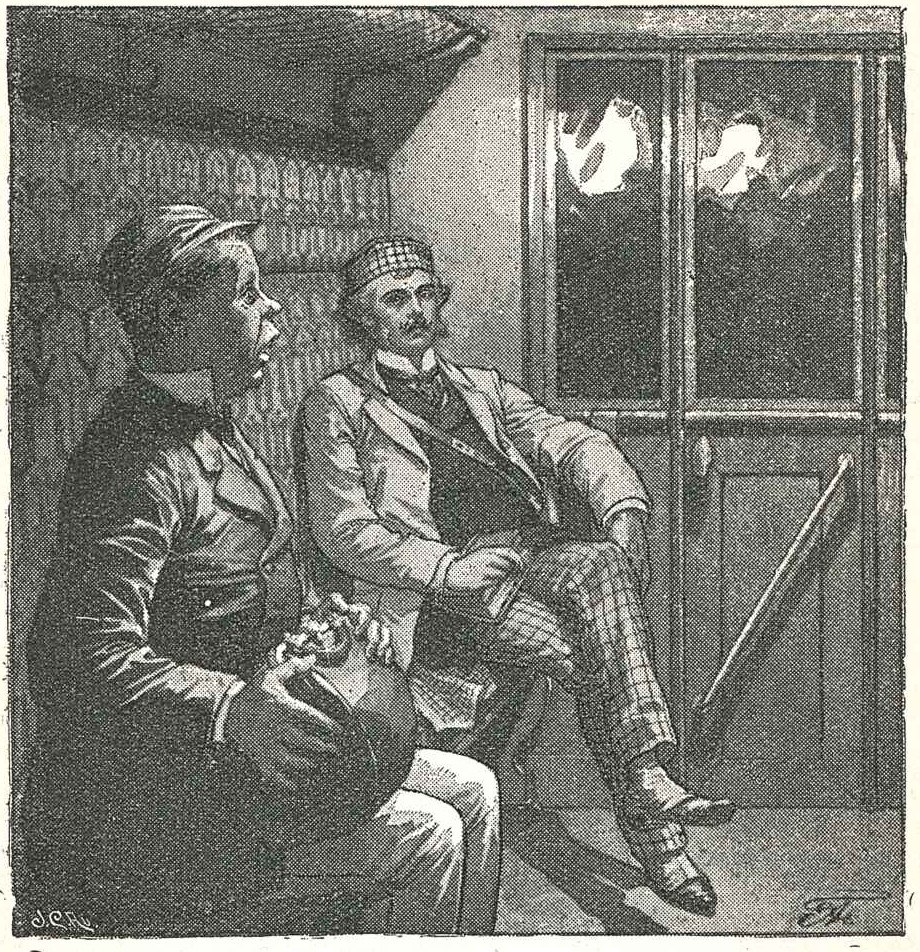
Паспарту й Фоґґ у поїзді

У 1872 році нетовариський, проте заможний лондонський есквайр-філантроп Філеас Фоґґ наймає нового слугу — француза Жана Паспарту. Під час гри в карти Фоґґ закладається зі своїми товаришами з Реформ-клубу — Стюартом, Фаллентином, Селліваном, Фленаганом і Ральфом на 20 тисяч фунтів, що зуміє об'їхати навколо світу за мінімальний можливий час — 80 днів. Він обіцяє вирушити в подорож 2 жовтня та повернутися в Лондон, у ту саму залу Реформ-клубу, 21 грудня о 20 годині 45 хвилин. Фоґґ бере в подорож Паспарту й розповідає, що вони справляться завдяки тому, що постійно пересідатимуть з одного виду транспорту на інший. Коли вони вже їдуть в екіпажі на вокзал, Паспарту згадує, що забув вимкнути газовий світильник.
У той же час виявляється, що якийсь зловмисник викрав із Банку Англії дуже велику суму грошей. Опис підозрюваного дуже подібний до опису Фоґґа, тому англійська поліція відправляє інспектора Фікса для його арешту. Парі Фоґґа стає гучною новиною, проте майже ніхто не вірить, що навколосвітня подорож за 80 днів йому під силу.
Фоґґ із Паспарту планують вирушити потягом до порту, а звідти на пакеботі поплисти в Суец. Фікс переконує себе, що Фоґґ і є шуканим злодієм, а в подорож вирушив аби втекти від правосуддя. Та британський консул не вірить в це і ставить печатку в візі Фоґґа, дозволяючи продовжити подорож. 9 жовтня він з Паспарту прибуває в Суец, щоб далі поплисти в Бомбей.

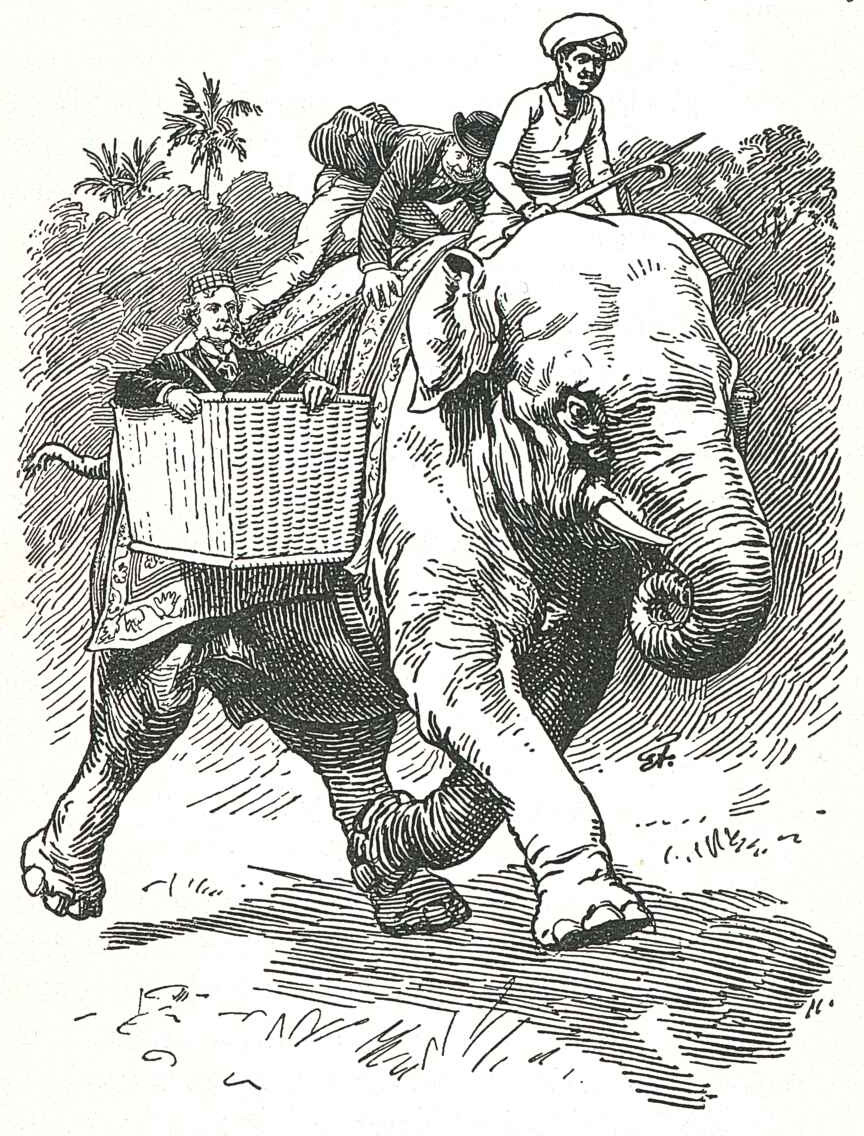
Верхи на слоні

Зійшовши на берег Індії в Бомбеї, Фоґґ замовляє собі обід, хоча підозрює, що замість крольчатини йому дали кошатину. Фікс намагається отримати ордер на арешт Фоґґа від місцевої поліції, та йому відмовляють. Чекаючи на поїзд, Паспарту заходить до місцевого храму, не знаючи, що на вході належить роззвуватися. Там на нього нападають кілька чоловіків і зривають з нього черевики, але йому вдається втекти. Фоґґ і Паспарту їдуть на поїзді до Аллахабада, але поїздка неочікувано переривається, бо з'ясовується, що залізниця не добудована. Фоґґ мусить за величезну суму купити в місцевого жителя слона і найняти молодого парса в провідники. Мандрівники супроводі британського військового Френсіса Кромарті вирушають верхи на слоні через джунглі. Дорогою вони бачать процесію, що веде молоду жінку на добровільну смерть — за індуїстським звичаєм, якщо вона овдовіла, то повинна згоріти разом з чоловіком на поховальному вогнищі. Непомітно пробравшись до багаття, Паспарту рятує жінку, після чого мандрівникам вдається втекти від індусів. Врятована жінка-парсіанка, на ім'я Ауда, свого часу отримала англійське виховання, вільно володіла англійською мовою. У Гонконзі в неї жили родичі, Фоґґ вирішує відвезти її туди. Діставшись Аллахабада, Фоґґ розплачується з провідником і замість премії дарує йому слона. До Калькутти Фоґґ, Паспарту і Ауда добираються залізницею, по дорозі розпрощавшись із генералом Кромарті, що повернувся до місця служби. У Калькутті їх затримує полісмен і вони потрапляють у суд. Як з'ясувалося, Фікс, пообіцявши в Бомбеї жерцям допомогти покарати осквернителя, поїхав з ними до Калькутти, зумівши обігнати Фоґґа із супутниками. Паспарту, посилаючись на осквернення храму, засуджують до штрафу і двох тижнів в'язниці. Але з огляду на те, що це не було зумисно, суд виносить вирок — вісім днів в'язниці та штраф. Тоді Фоґґ платить за слугу заставу і вони продовжують шлях. У плаванні до Гонконга Фоґґ здогадується, що Фікс не просто пасажир. Той у свою чергу вирішує підмовити Паспарту завадити Фоґґу. А коли той відмовляється — у Гонконзі заводить його в наркокубло, підпоює і накурює опіумом, щоб Паспарту не встиг повідомити про дочасне відправлення корабля до Йокогами. Наступний рейс буде тільки через 8 днів, однак Фоґґ вирішує не затримуватись і з Аудою (з'ясувалося, її родич більше не живе Гонконзі, а переїхав у Європу) наймає приватне судно до Шанхая, звідки має відходити пароплав на Сан-Франциско із заходом в Йокогаму. Паспарту тим часом іншим пароплавом дістається до Японії та наймається до групи акробатів, яка вирушає в Америку. Перед самим відплиттям Паспарту наздоганяє Фоґґа.
Знову зустрівши Фікса на кораблі, Паспарту дає йому прочуханки. Дорога з Сан-Франциско в Нью-Йорк, однак виявляється заблокована через мітинг робітників. Потім подорожі заважає стадо бізонів і міст, який загрожує обвалитися. Пізніше на потяг нападають індіанці, але Паспарту відчепляє захоплені ними вагони. Коли Фоґґ з Аудою прибувають на станцію, виявляється, що Паспарту лишився у відчепленій частині потяга. Фоґґ повертається за слугою, який доти дістався до військового форту. Вони продовжують подорож, але згаяли пів доби. Тоді Фоґґ споряджає сани, обладнані вітрилом. Але попри цей винахід, мандрівники все одно запізнюються на пароплав до Лондона.

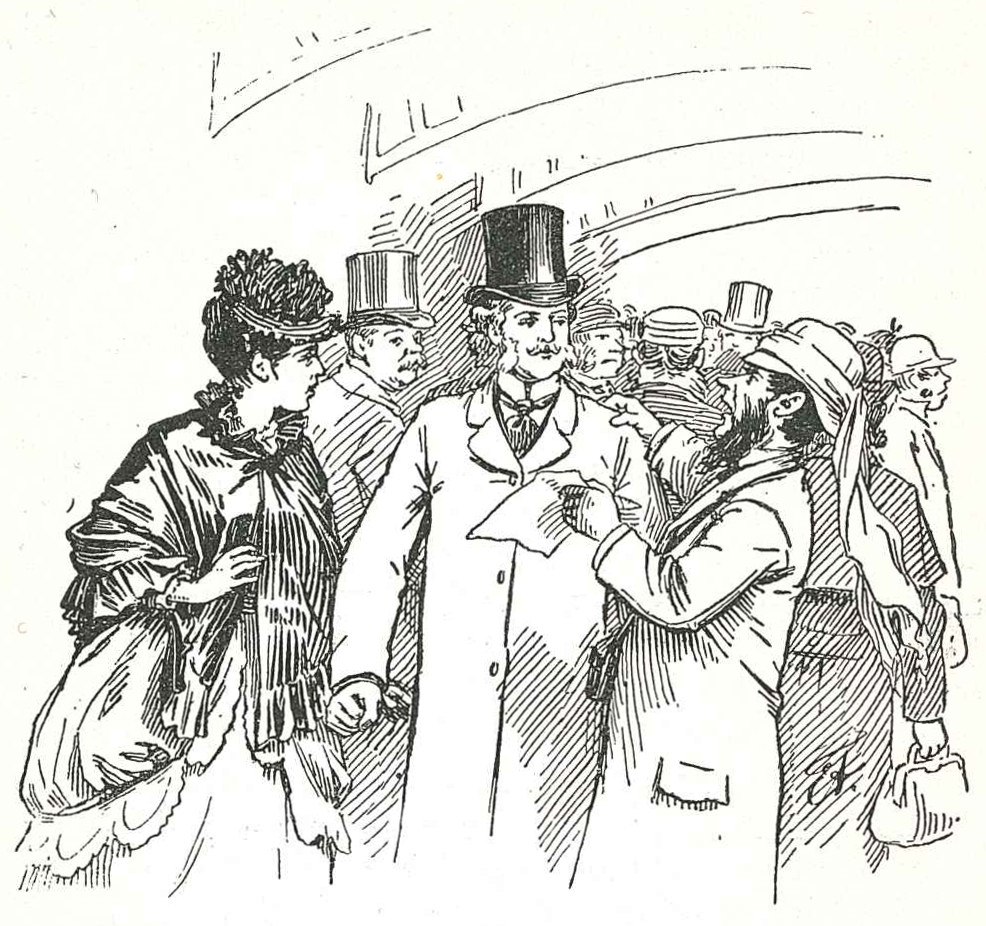
Повернення та несподіваний арешт

Фоґґ намагається купити вантажний корабель, а потім погоджується на невигідний маршрут до Бордо. Фоґґ, Паспарту, Ауда та Фікс пливуть в Англію. Фоґґ підкупає команду, і заарештувавши капітана, веде судно в Ліверпуль, але вугілля не вистачає, і він переконує капітана продати йому корабель, після чого пускає на паливо дерев'яні частини судна. Та щойно мандрівники сходять на берег, Фікс оголошує, що Фоґґа заарештовано і його кидають до в'язниці в Ліверпулі.
У запасі лишається кілька годин, коли Фікс повертається та повідомляє, що справжнього злодія заарештовано три дні тому. Фоґґ з Паспарту поспішають до Лондона, але прибувають на місце на 5 хвилин пізніше. Фоґґ визнає, що програв. Ауда, вдячна йому за порятунок, пропонує йому одружитися з нею, побачивши, що він поставив її та Паспарту життя понад гроші. Вони вирішують одружитися наступного дня і тоді Паспарту виявляє, що вони опинилися вдома на день раніше, ніж очікувалося. Перетнувши лінію зміни дат із заходу на схід, Фоґґ «виграв» одну добу, а разом з тим і парі. Тож він з'являється в Реформ-клубі точно 21 грудня о 20 годині 45 хвилин. Він виграє 20 тисяч фунтів, але за час подорожі витратив 19 тисяч. Паспарту ж доводиться відшкодувати вартість газу в світильнику, що горів увесь цей час. Фоґґ одружується з Аудою, не отримавши грошей, але отримавши щастя.

## Маршрут Філеаса Фоґґа
| Напрямок                 | Засіб пересування | Тривалість |
| ------------------------ | ----------------- | ---------- |
| Лондон — Суец            | поїзд, пакетбот   | 7 днів     |
| Суец — Бомбей            | пакетбот          | 13 днів    |
| Бомбей — Калькутта       | поїзд, слон       | 3 дні      |
| Калькутта — Гонконг      | пакетбот          | 13 днів    |
| Гонконг — Йокогама       | пакетбот          | 6 днів     |
| Йокогама — Сан-Франциско | пакетбот          | 22 дні     |
| Сан-Франциско — Нью-Йорк | поїзд, сани       | 7 днів     |
| Нью-Йорк — Лондон        | пакетбот, поїзд   | 9 днів     |
| Загалом                  | Загалом           | 80 днів    |

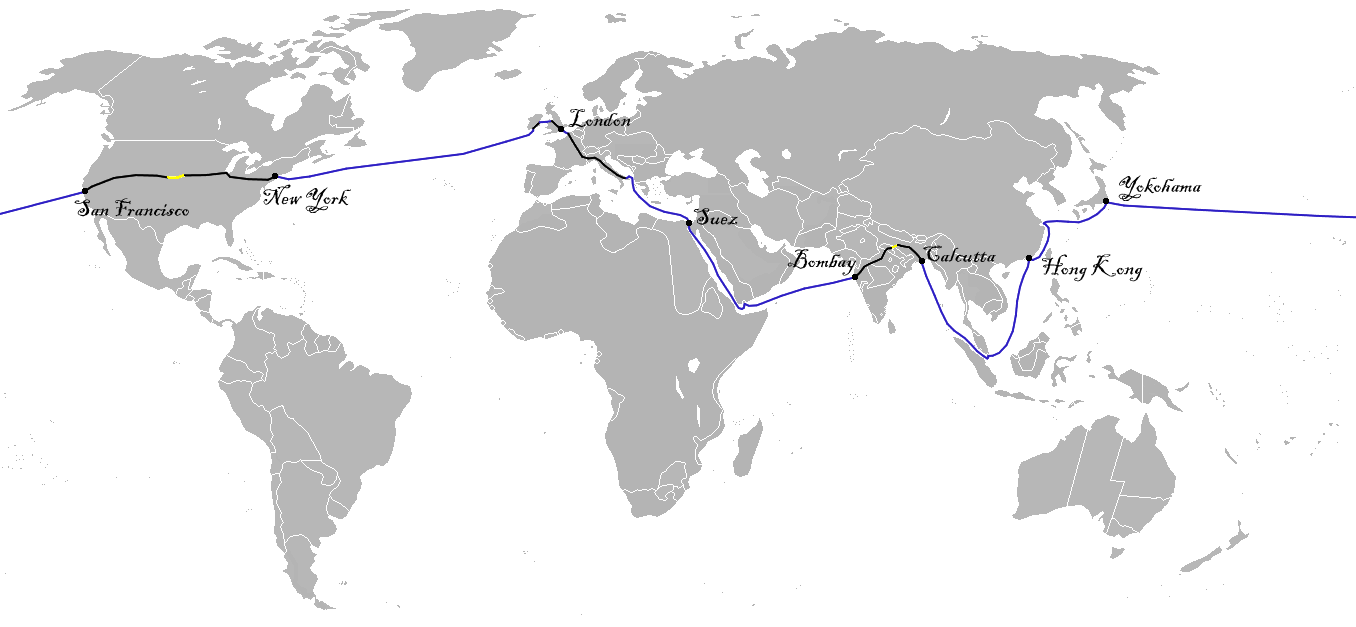
Мапа подорожі Філеаса Фоґґа. Синя лінія — подорож по морю, чорна — залізницею, жовта — іншим наземним транспортом

У 1973-му році інший видатний письменник-фантаст, американський прозаїк Філіп Хосе Фармер, видав роман «Інший бортовий журнал Філлеаса Фоґґа» (англ. «The Other Log of Phileas Fogg»), де герой роману Верна здійснив подорож дещо іншим курсом та через інші передумови.

## Адаптації

Постер фільму 1989 року

### Кіно
- «Навколо світу за вісімдесят днів» (Die Reise um die Erde in 80 Tagen,1919)
- «Фантастична індійська історія» (An Indian Fantasy Story) — французько-англійський фільм, що не був завершений
- «Навколо світу за 80 днів» (Around the World in 80 Days, 1956)
- «Троє коміків незвичайно їдуть навколо світу» (The Three Stooges Go Around the World in a Daze, 1963) — продовження роману
- «Пригоди бурундучків» (The Chipmunk Adventure, 1987) — анімаційний фільм, натхненний романом
- «Навколо світу за 80 днів» (Around the World in 80 Days, 1988) — австралійський анімаційний фільм
- «Навколо світу за 80 днів» (Around the World in 80 Days, 1989)
- «Навколо світу за 80 днів» (Around the World in 80 Days, 1999) — анімаційний фільм з серії «Анімована дитяча класика»
- «Пригода Твіті на висоті» (Tweety's High-Flying Adventure, 2000) — анімаційний фільм з серії «Looney Tunes»
- «Навколо світу за 80 днів» (Around the World in 80 Days, 2004)

### Телебачення
- «Навколо світу за 80 днів» (Around the World in 80 Days, 1972) — австралійський анімаційний серіал.
- «Навколо світу з Віллі Фоґом» (Around the World with Willy Fog, 1983) — іспано-японський фільм з персонажами-тваринами.
- «Навколо світу за 80 днів з Майклом Пеліном» (Around the World in 80 Days with Michael Palin, 1989) — тревелог подорожі Майкла Пеліна.
- «Навколо світу за 80 днів» (Around the World in 80 Days, 2021).

## Реальні навколосвітні подорожі
У переліку вказано подорожі, так чи інакше пов'язані з вигаданою подорожжю Філеса Фоґґа.

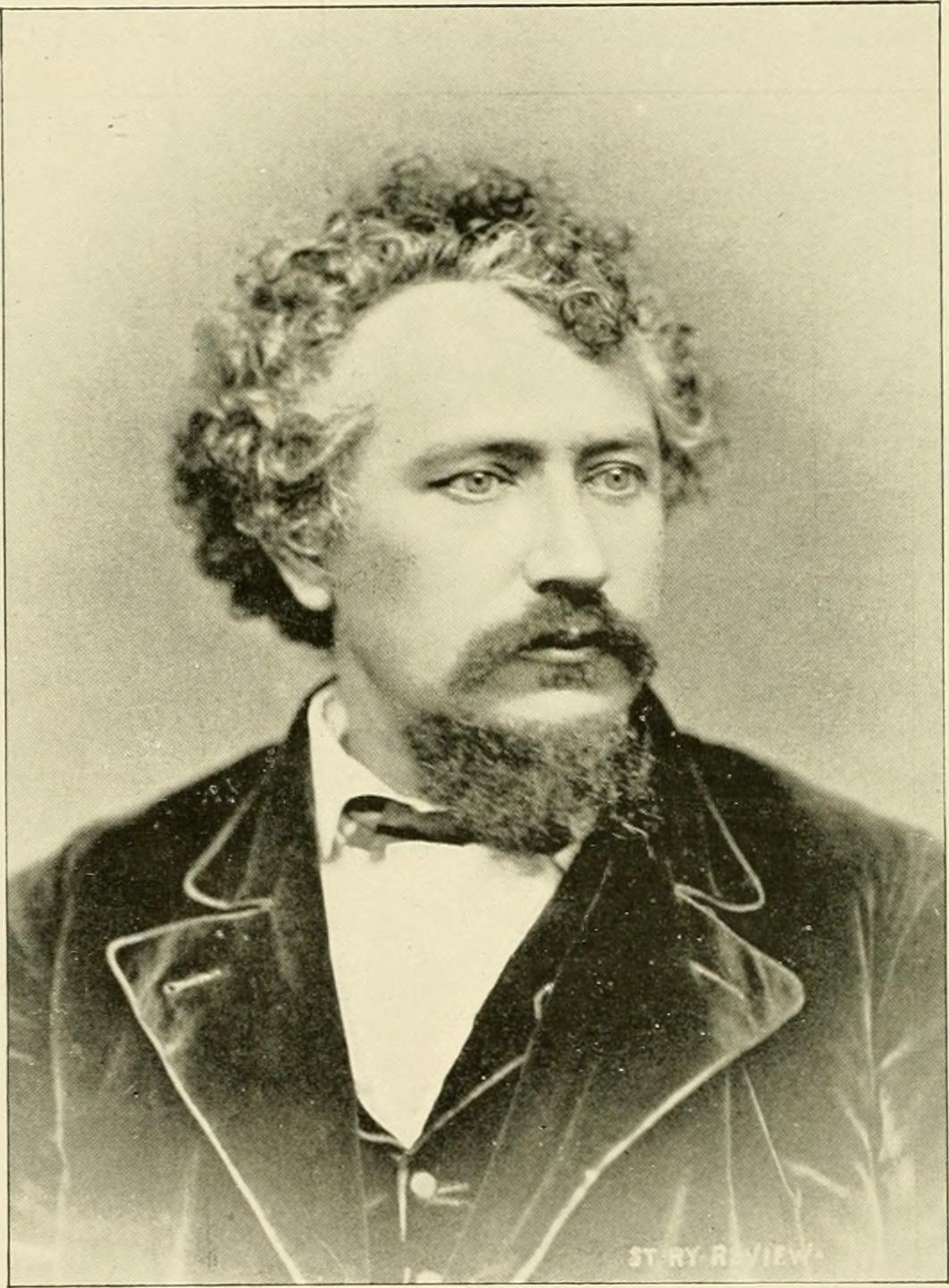
Джордж Френсис Трейн, ймовірний прототип Філеаса Фоґґа

- Джордж Френсис Трейн, ймовірний прототип Філеаса Фоґґа1870 — американський підприємець Джордж Френсис Трейн, організатор морських і наземних транспортних сполучень, здійснив першу з трьох широко розрекламованих подорожей навколо світу. Він вважав, що звіт про його першу подорож у французькому періодичному виданні надихнув Жуля Верна на роман «Навколо світу за вісімдесят днів»[3]. Його фактична подорож тривала 80 днів, але ще два місяці Трейн провів у Франції, з них два тижні — у в'язниці за підтримку Паризьких комун[4].

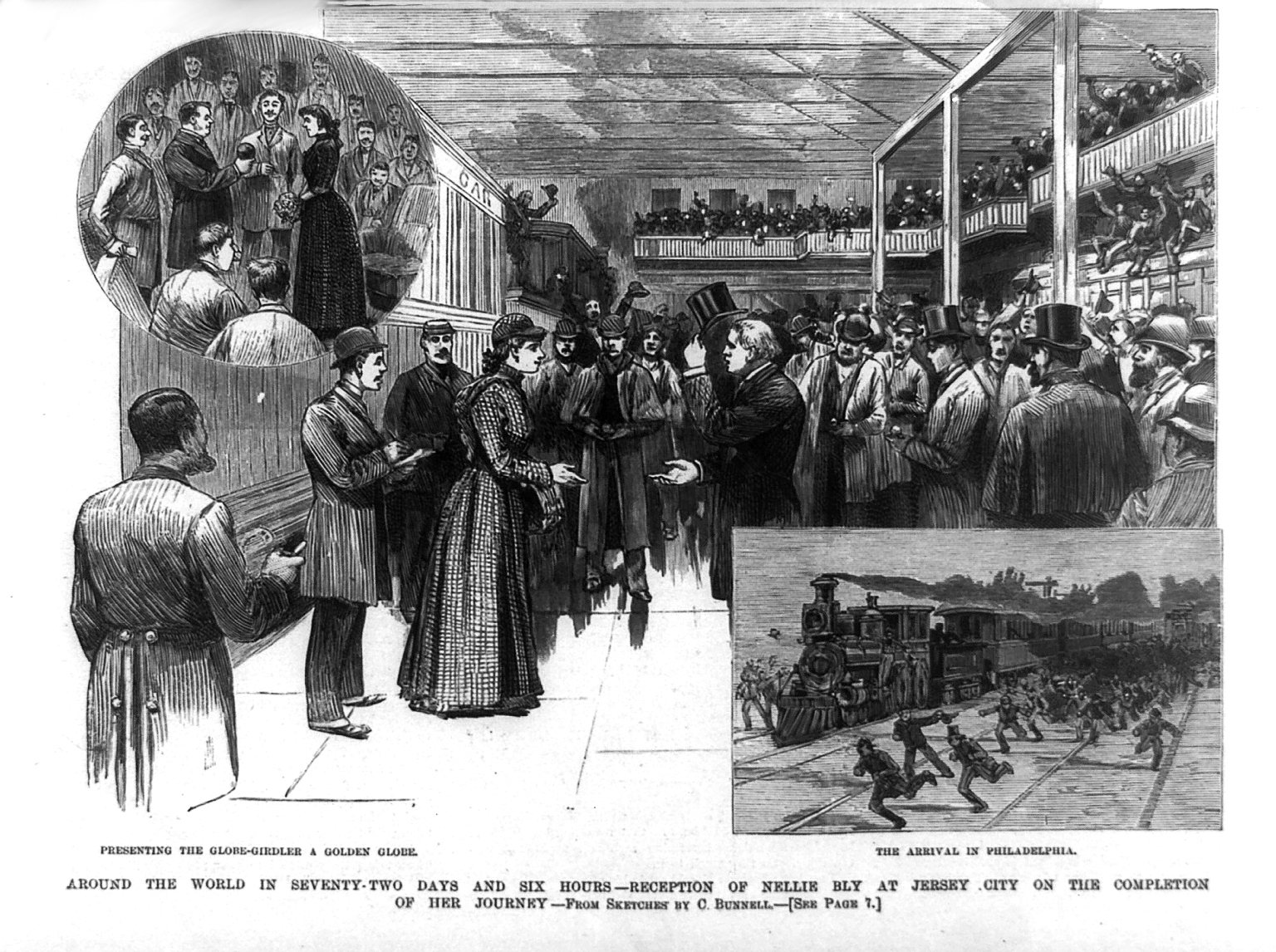
Повернення Неллі Блай до Філадельфії, ілюстрація для газети «Frank Leslie's Illustrated Newspaper», 1890 рік

- Повернення Неллі Блай до Філадельфії, ілюстрація для газети «Frank Leslie's Illustrated Newspaper», 1890 рік1889 — американська журналістка та феміністка Неллі Блай зобов'язалася для своєї газети «New York World» здійснити справжню подорож навколо світу за 80 днів. Їй вдалося здійснити подорож всього за 72 дні, зустрівшись з Жулем Верном в Ам'єні. Її книга «Навколо світу за сімдесят два дні» стала бестселером[5].
- 1903 — Джеймс Вілліс Сайр, театральний критик і промоутер мистецтв Сіетла, встановив світовий рекорд навколосвітньої подорожі за допомогою громадського транспорту: 54 дні, 9 годин і 42 хвилини[6].
- 1908 — англійський авантюрист Гаррі Бенслі заклався на 21 тисячу фунтів виконати навколосвітню подорож пішки, не будучи впізнаним (для цього зобов'язався носити маску). Подорож була припинена через початок Першої світової війни в 1914 році. Втім, пізніше виявилося, що вся затія була розіграшем[7].
- 1928 — 15-річний данський бойскаут Палле Хулд подорожував по світу поїздом і кораблем у напрямку, протилежному вказаному в книзі. Його поїздка була спонсорована данською газетою і здійснена з нагоди 100-річчя Жуля Верна. Поїздка була описана в книзі «Скаут навколо світу» та зайняла 44 дні. Палле втім відхилився від маршруту, він поїхав Транссибірською залізницею і не відвідував Індію[8]. Особа Палле стала прообразом героя коміксів — юного репортера Тентена[9].
- 1984 — британський журналіст Ніколас Колрідж наслідував поїздку Фоґґа, витративши 78 днів, і написав книгу «Навколо світу за 78 днів»[10].
- 1988 — учасник «Монті Пайтон» Майкл Пелін заклався виконати навколосвітню подорож, не користуючись літаком, як частину телевізійної подорожі «Навколо світу за 80 днів з Майклом Пеліном». Він здійснив подорож за 79 днів і 7 годин[11].
- 1993 — було засновано Нагороду Жуля Верна, що передається власнику вітрильного судна, яке зуміє без зупинок і сторонньої допомоги найшвидше обплисти навколо світу. Останній рекорд встановлено 2017 року: 40 днів, 23 години, 30 хвилин і 30 секунд[12].
- 2009 — дванадцять британських знаменитостей виконали естафетну версію подорожі для передачі «Around the World in 80 Days», організованої BBC в рамках благодійного проєкту «Children in Need»[13].
- 2017 — британський велосипедист Марк Бомонт, натхненний Верном, здійснив навколосвітню подорож за 78 днів 14 годин 40 хвилин, подорожуючи по суші виключно велосипедом[14].

## Галерея
Класичні ілюстрації Альфонса Невіля та Леона Бенета до видання 1872 року:
- Філеас Фоґґ
- Паспарту
- Укладення парі
- В Індії
- Паспарту виганяють із храму
- Подорож на слоні
- Паспарту рятує Ауду
- Докази проти Паспарту
- Ауда і Фоґґ на шляху з Індії
- Фікс напоює Паспарту
- В Японії
- Вистава акробатів
- Бій з індіанцями
- В американському поїзді
- Вітрильні сани
- Спроба купити корабель
- Паспарту поспішає повідомити, що парі не програно
- Неочікуване повернення Фоґґа

Класичні ілюстрації Едварда Форсстрема до видання 1910 року:

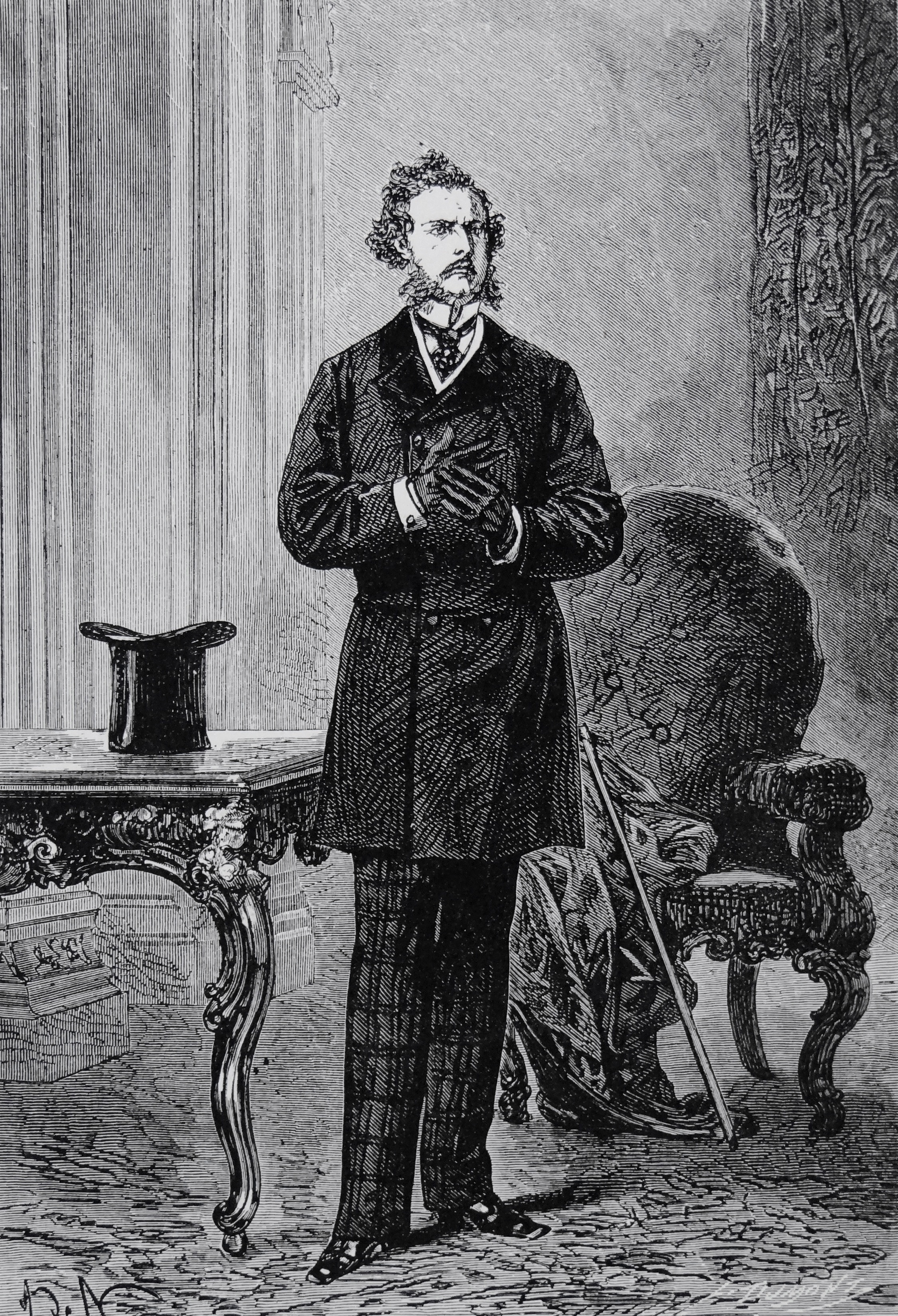
Філеас Фоґґ
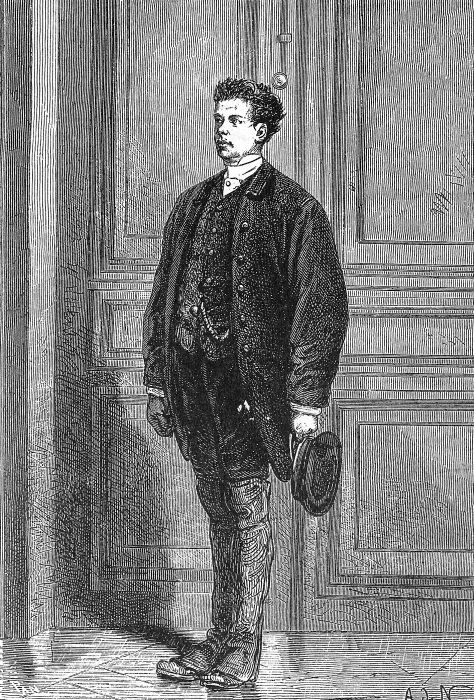
Паспарту
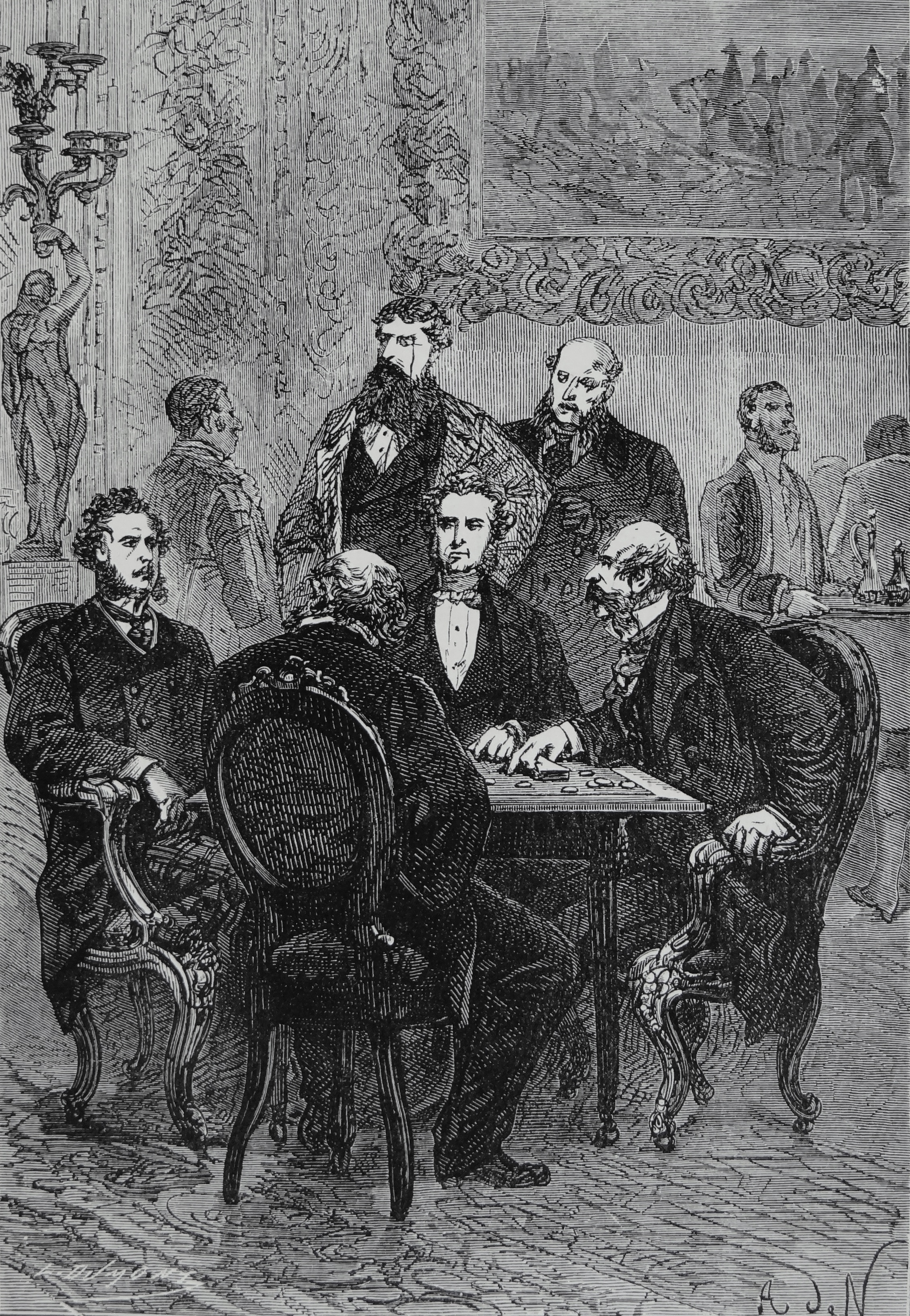
Укладення парі

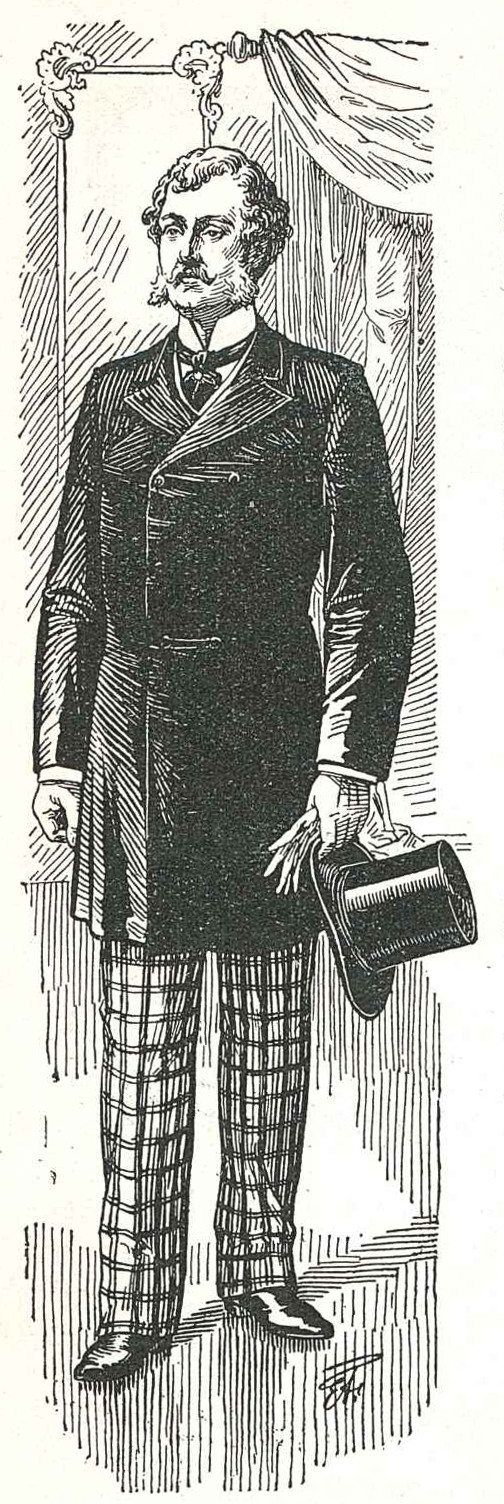
Філеас Фоґґ
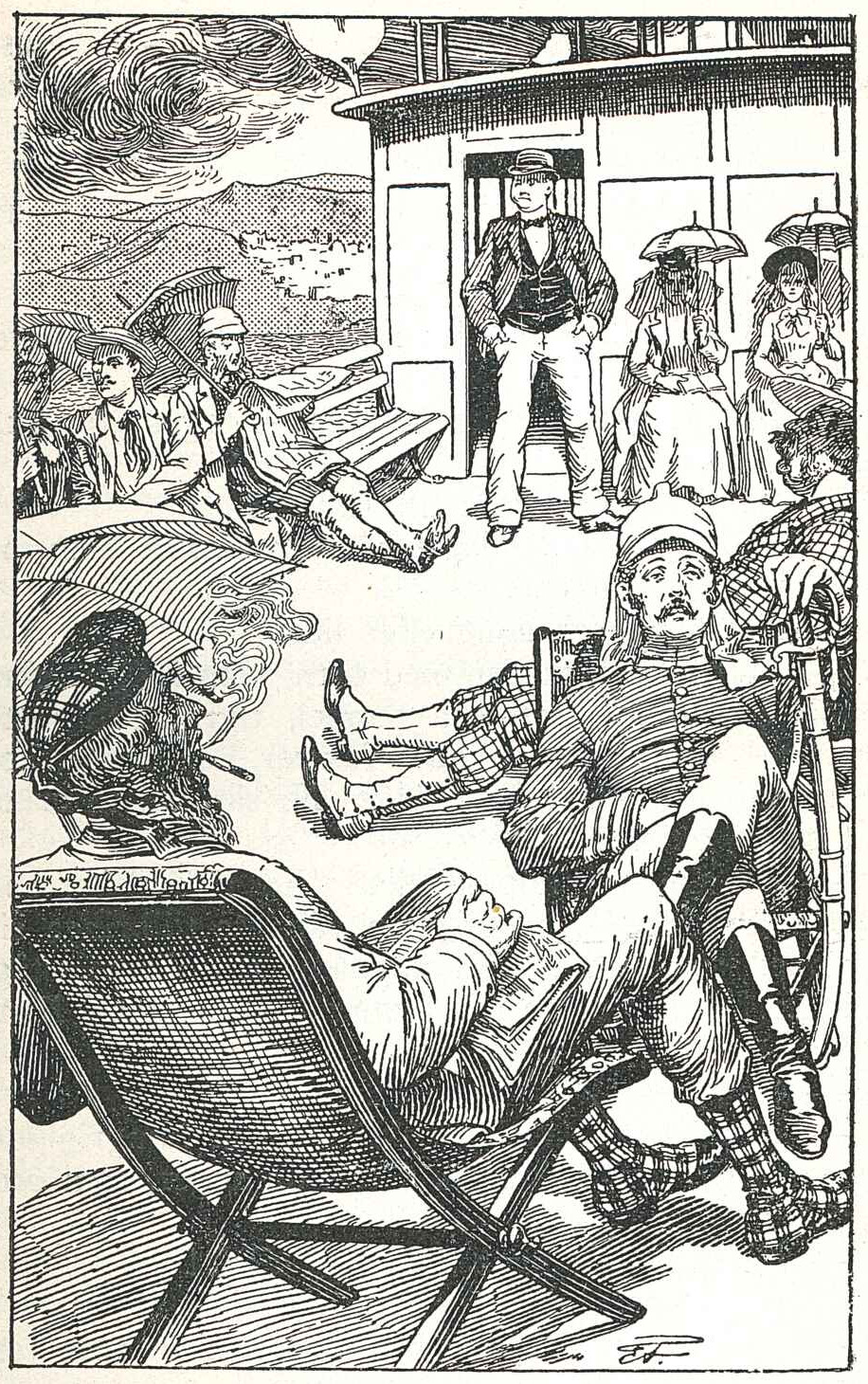
Подорож на пароплаві
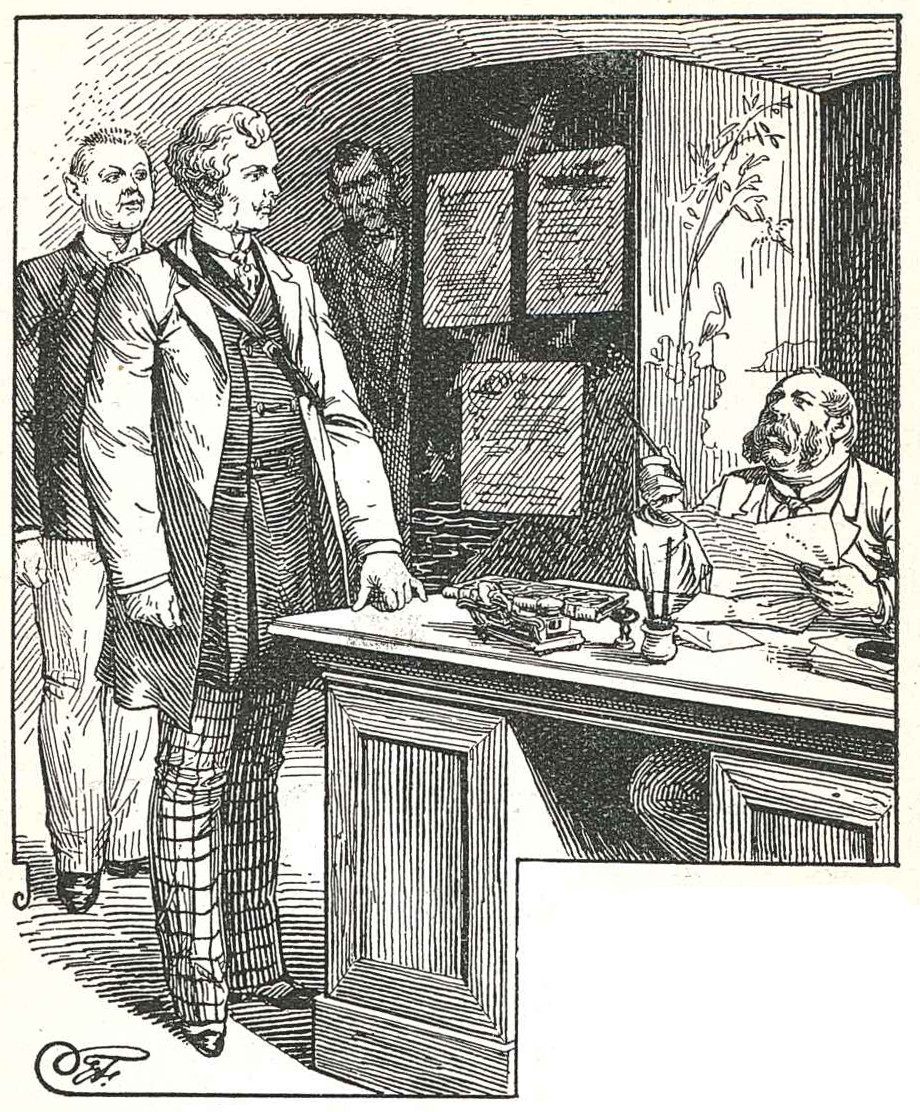
Проблема з документами в Суеці
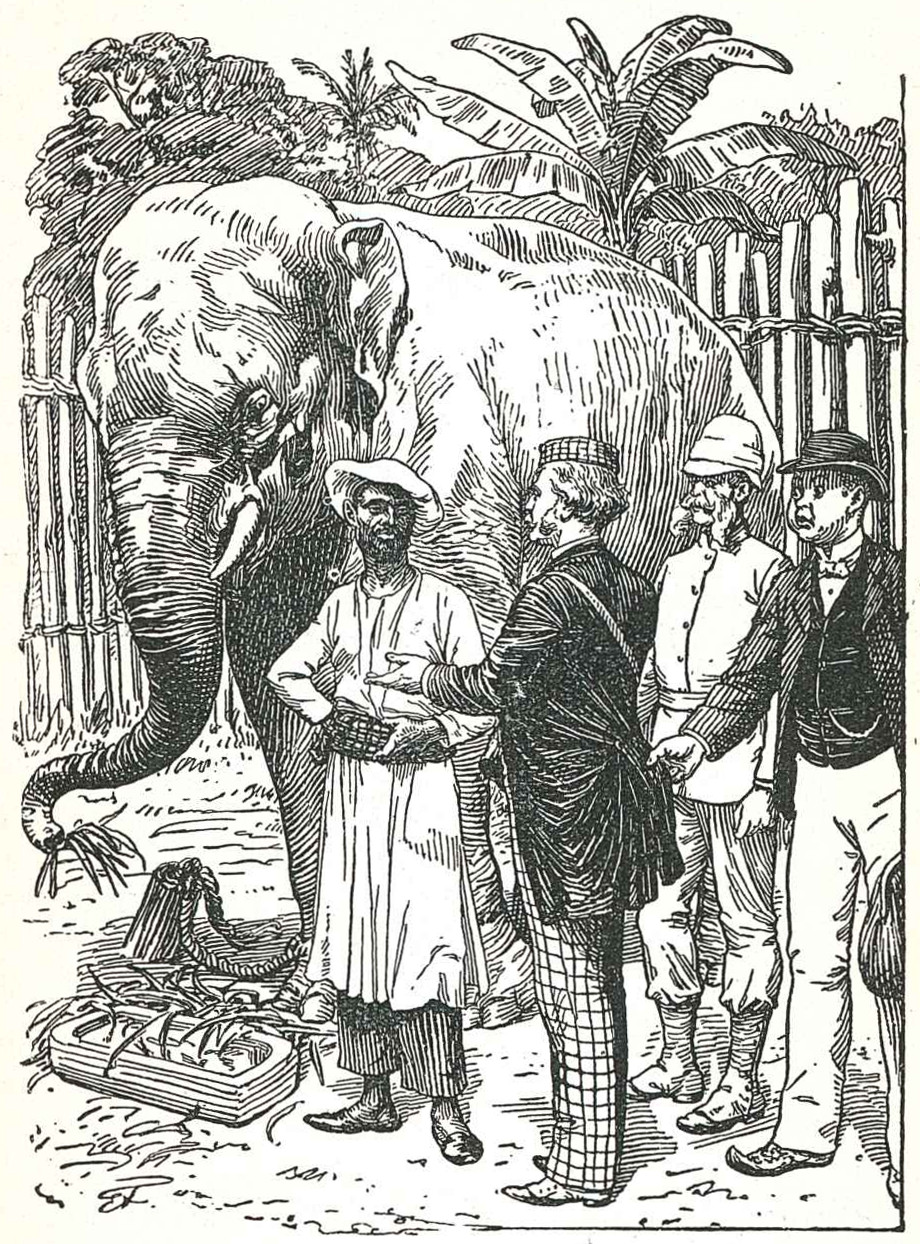
Мандрівники наймають погонича слонів
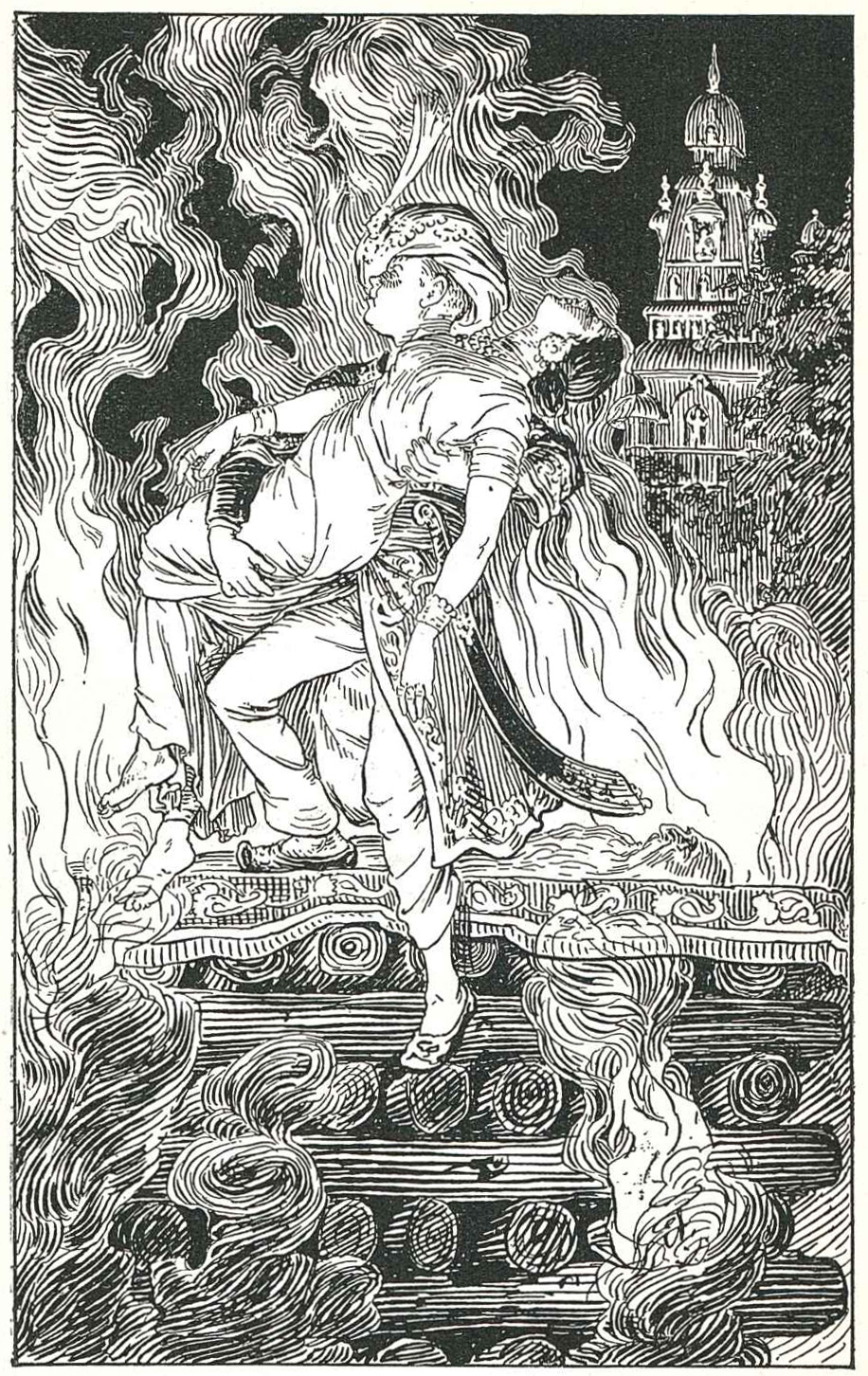
Паспарту рятує Ауду
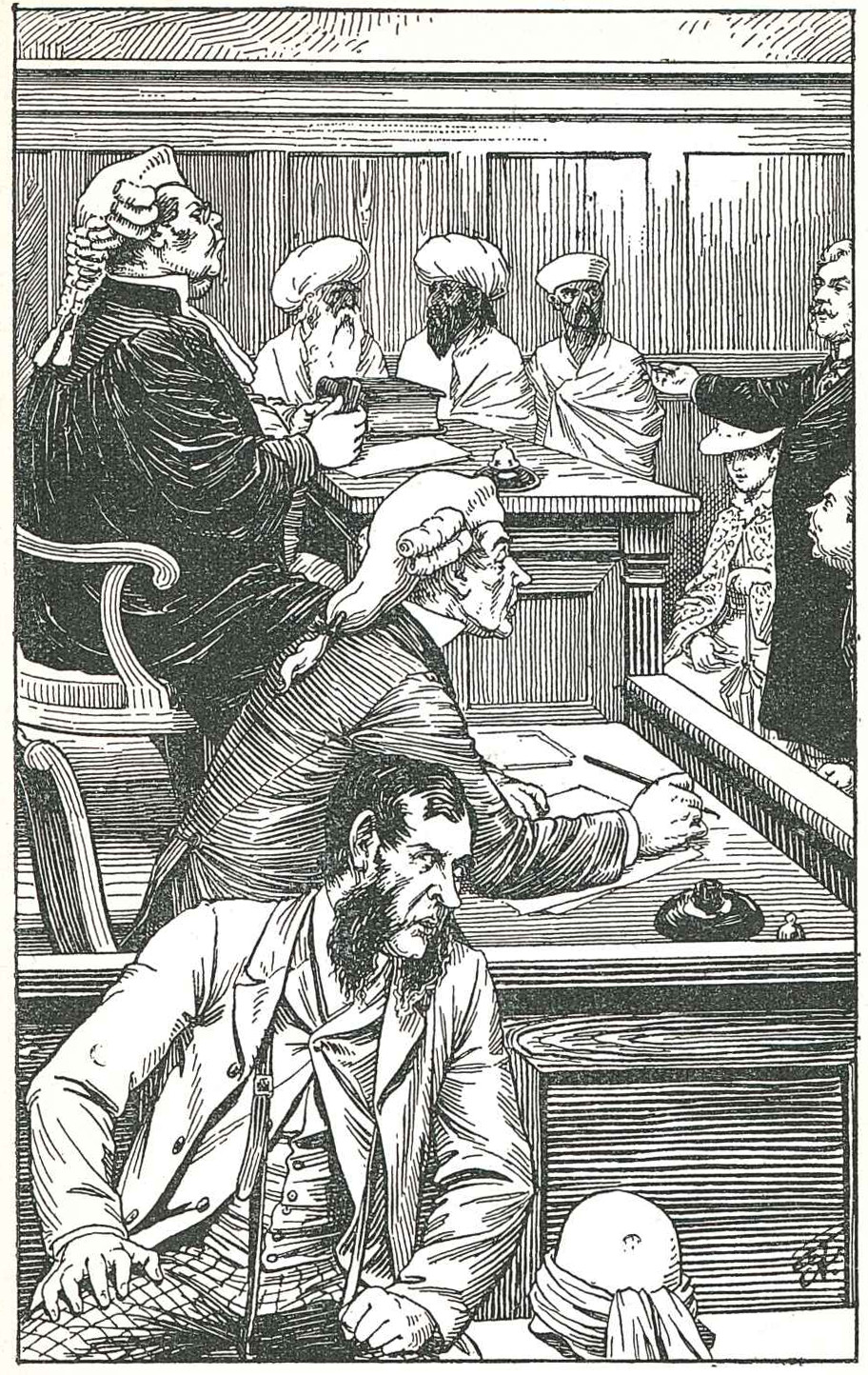
Суд
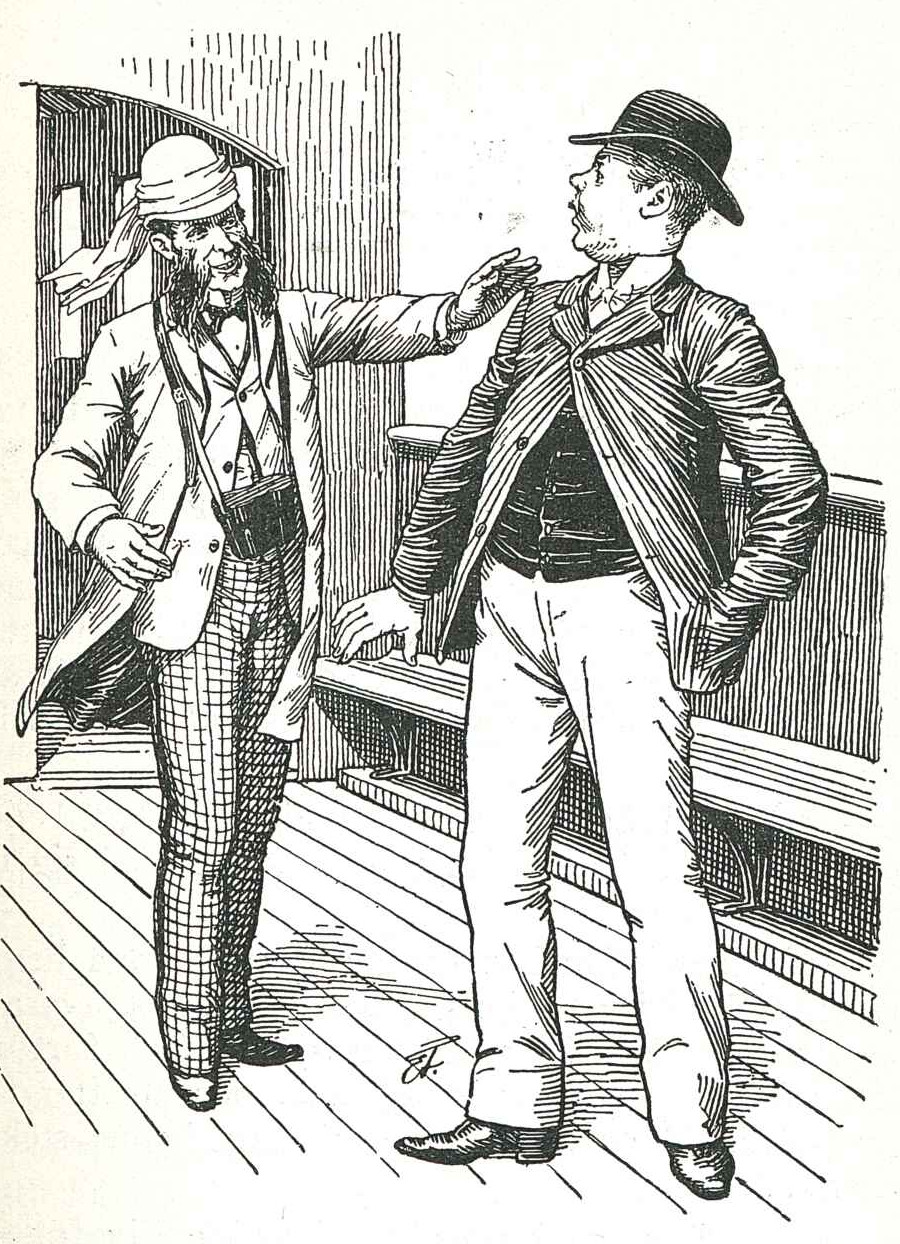
Містер Фікс і Паспарту
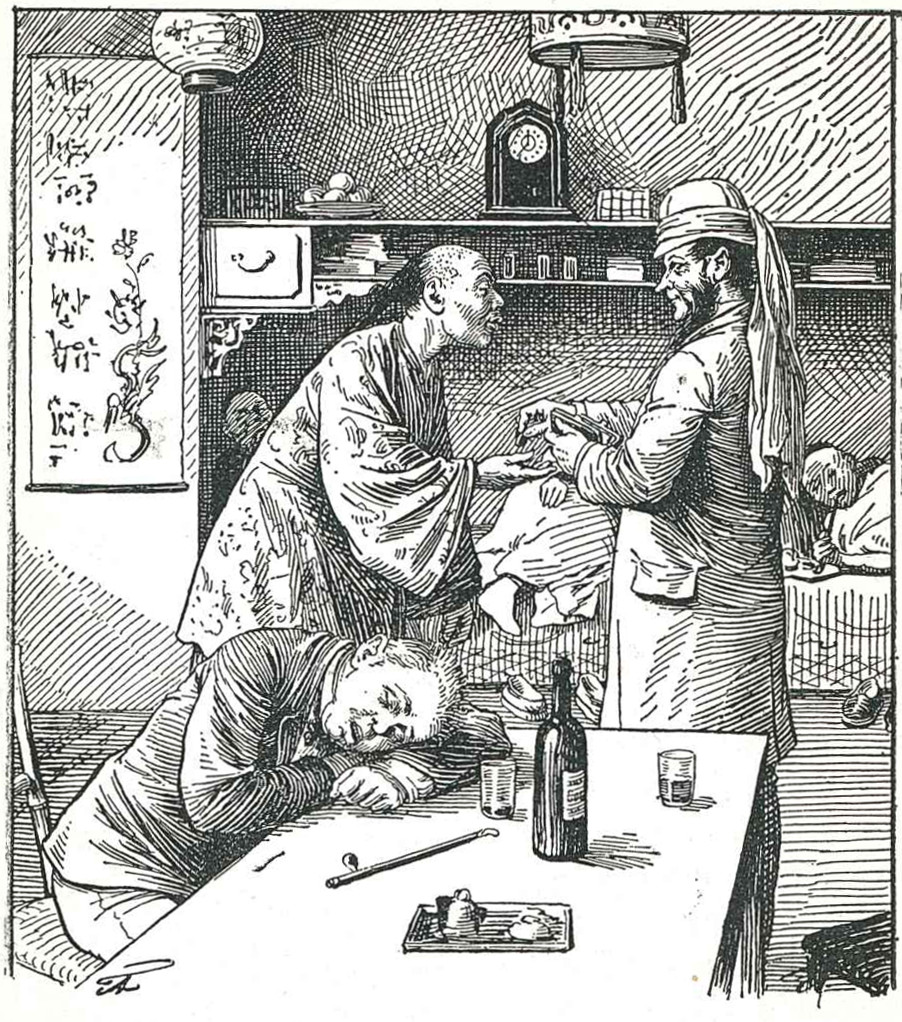
Фікс лишає Паспарту в Гонконзі
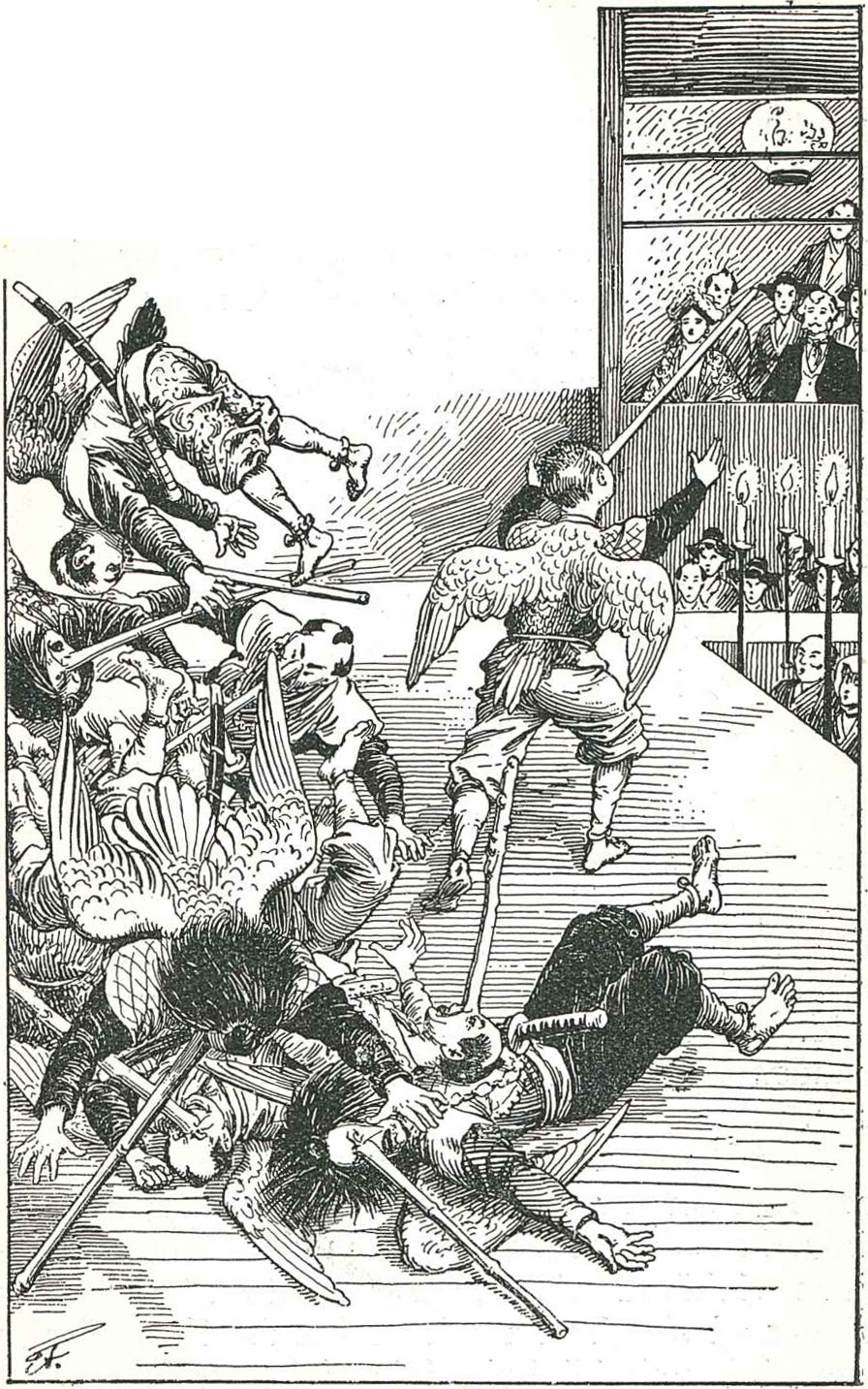
Вистава японських акробатів
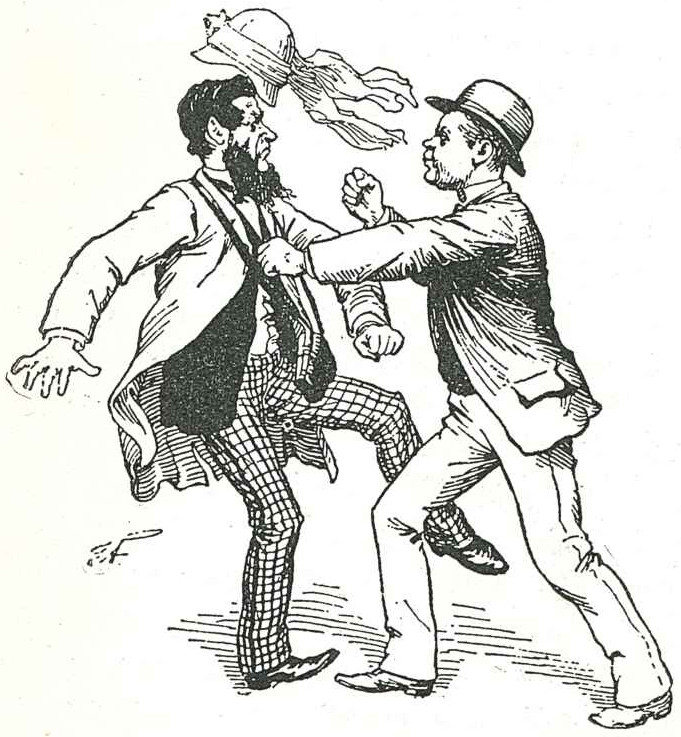
Паспарту дає прочуханки Фіксу
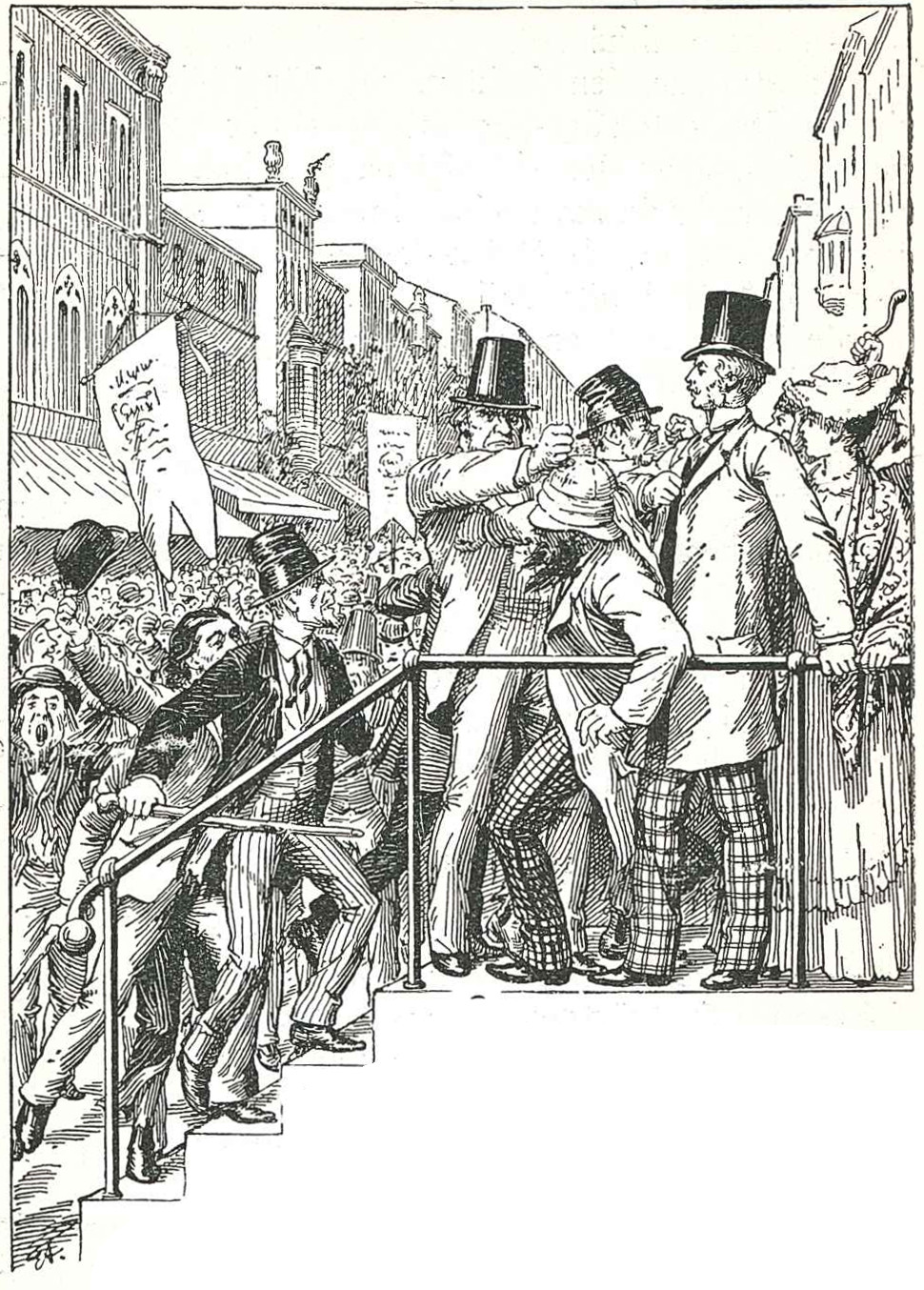
Протест американських робітників
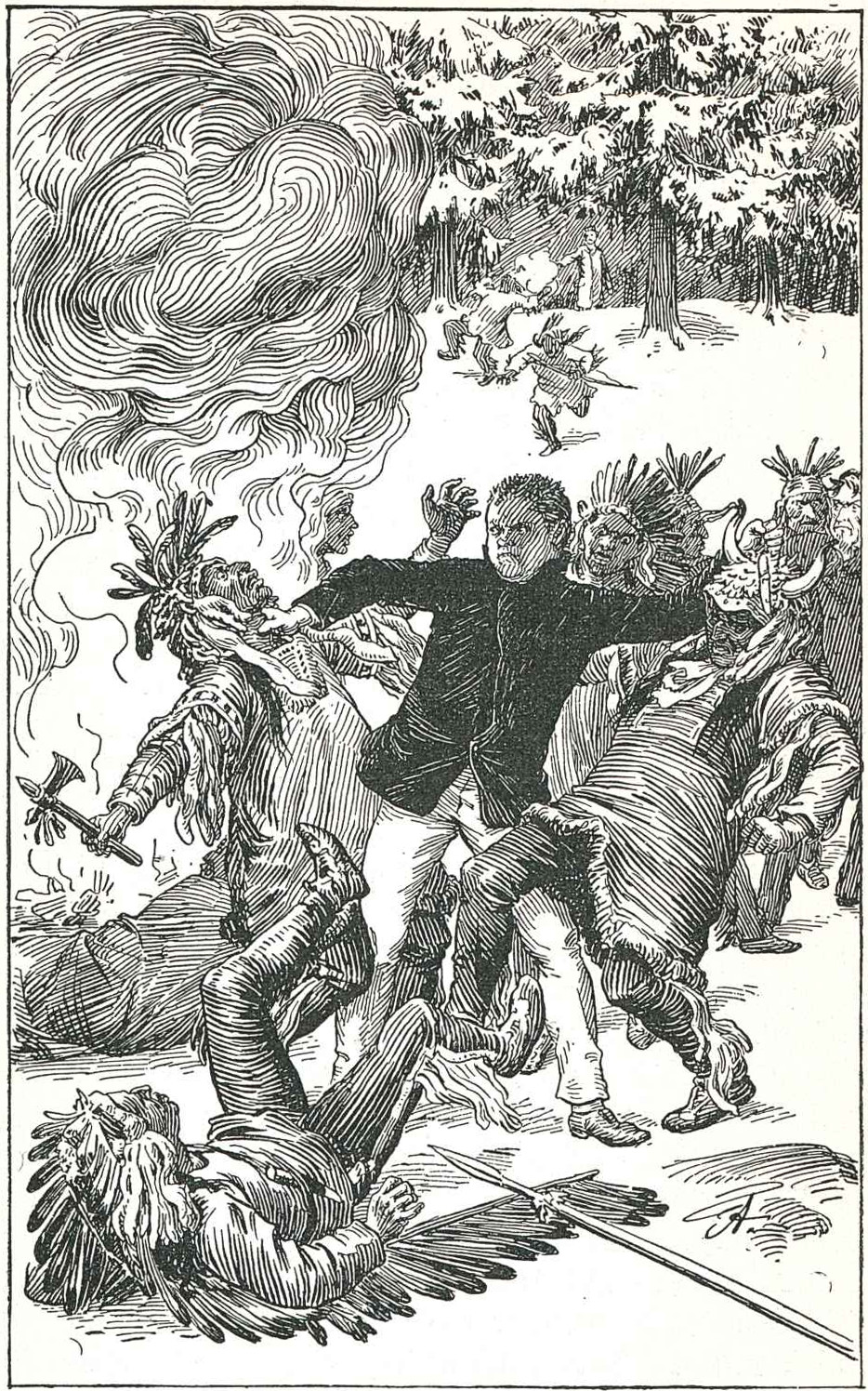
Бій з індіанцями
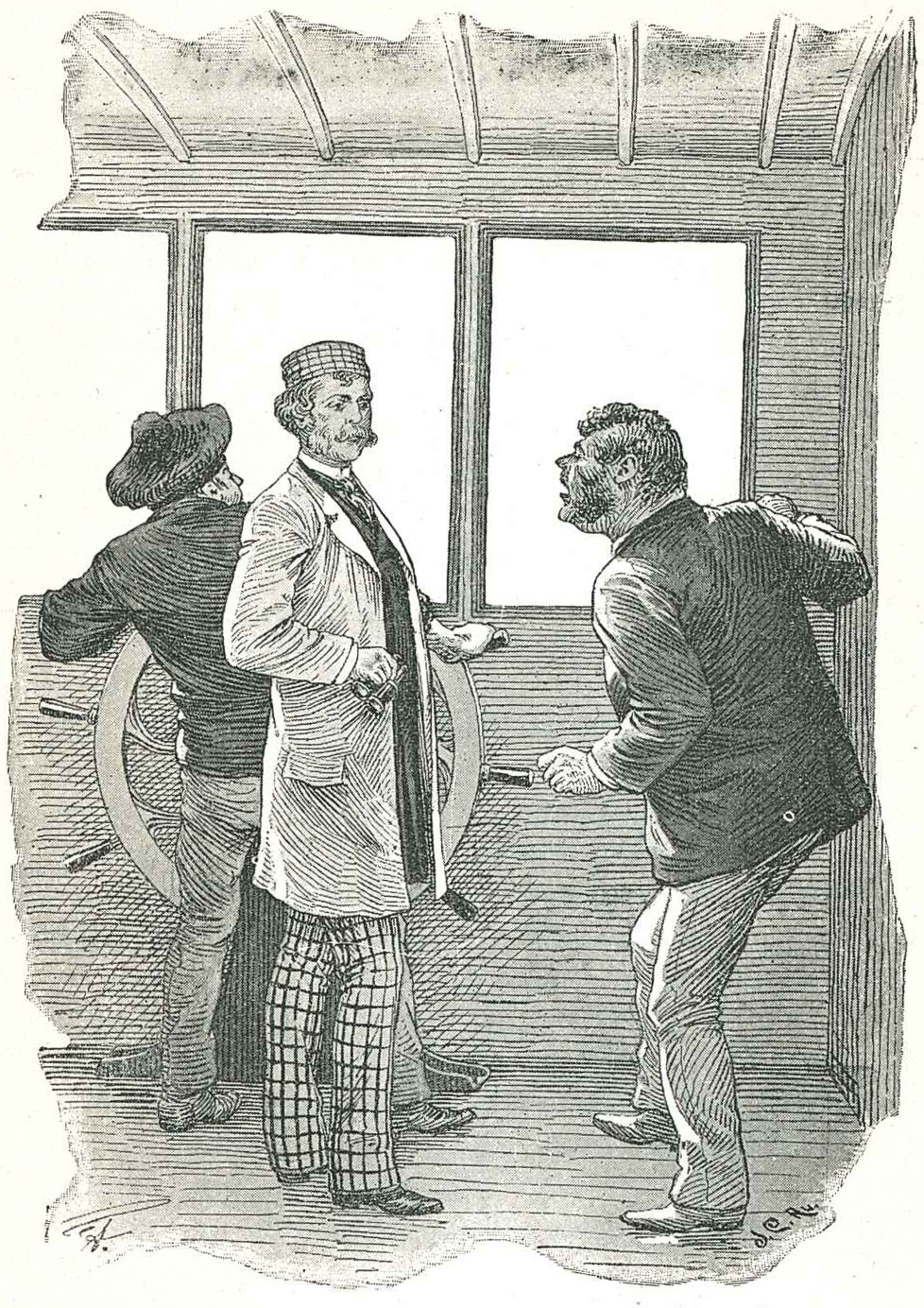
Дорогою в Англію
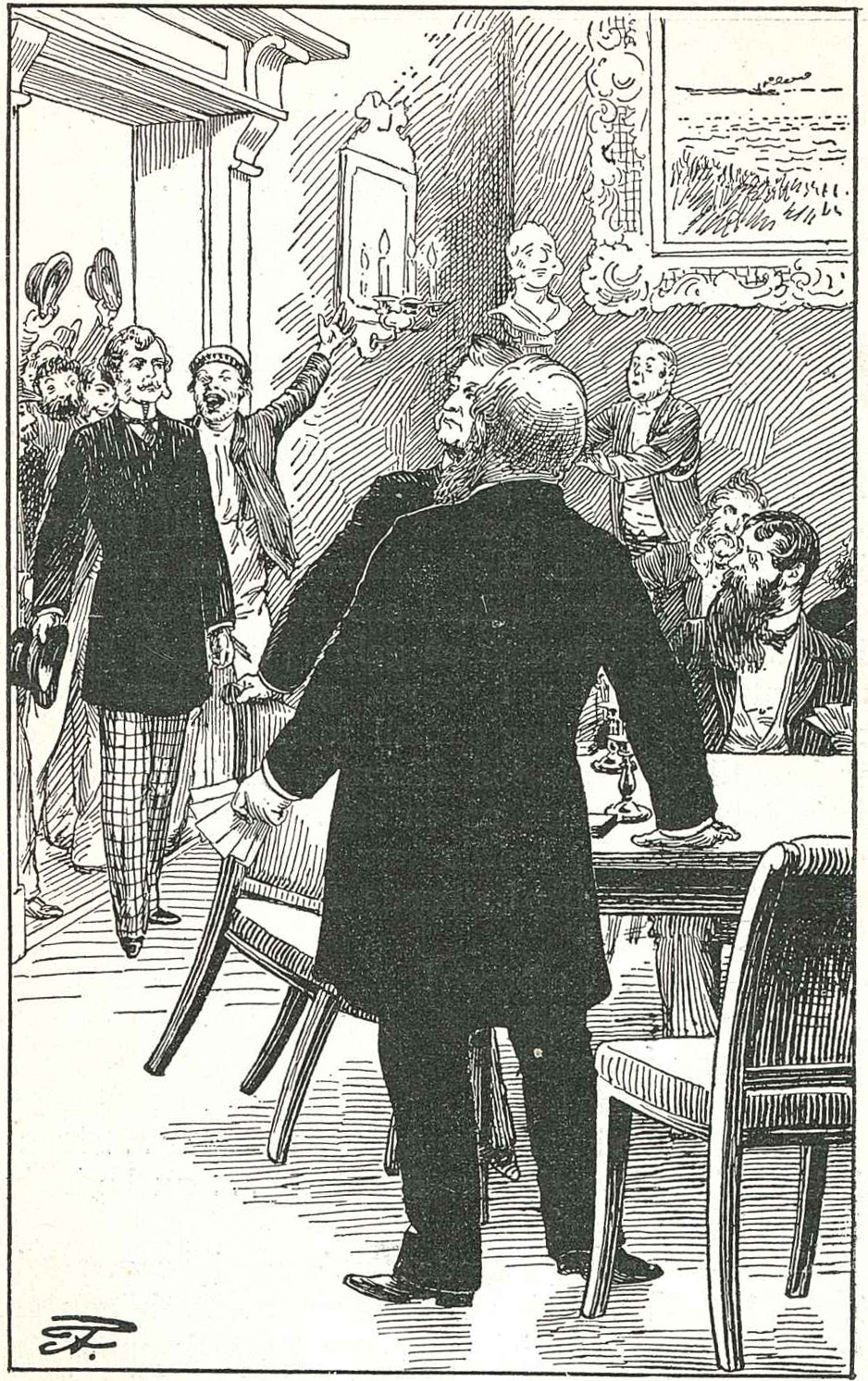
Фоґґ повертається в Реформ-клуб
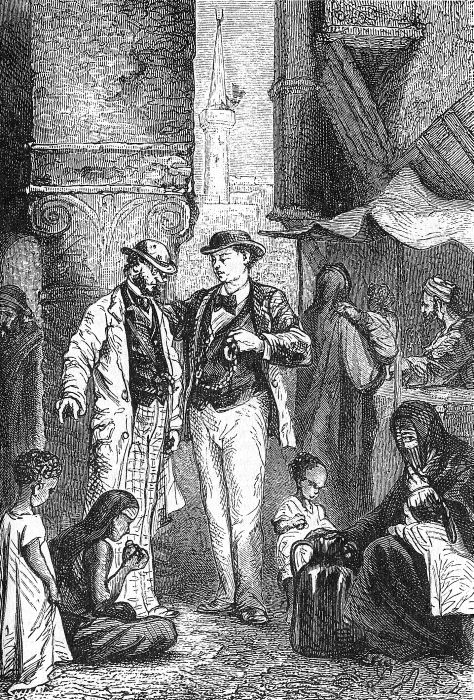
Проблема з документами в Суеці
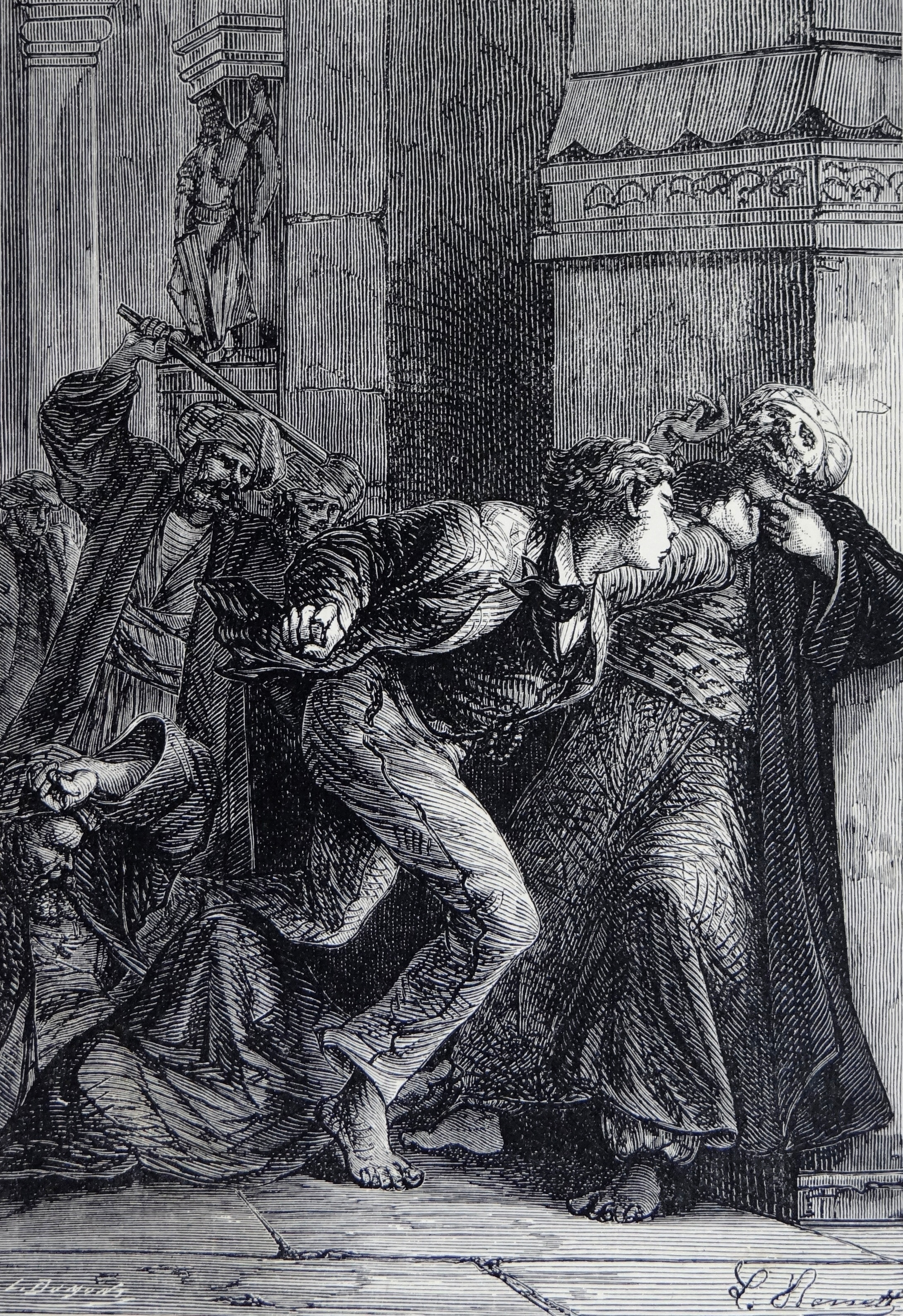
Паспарту виганяють із храму
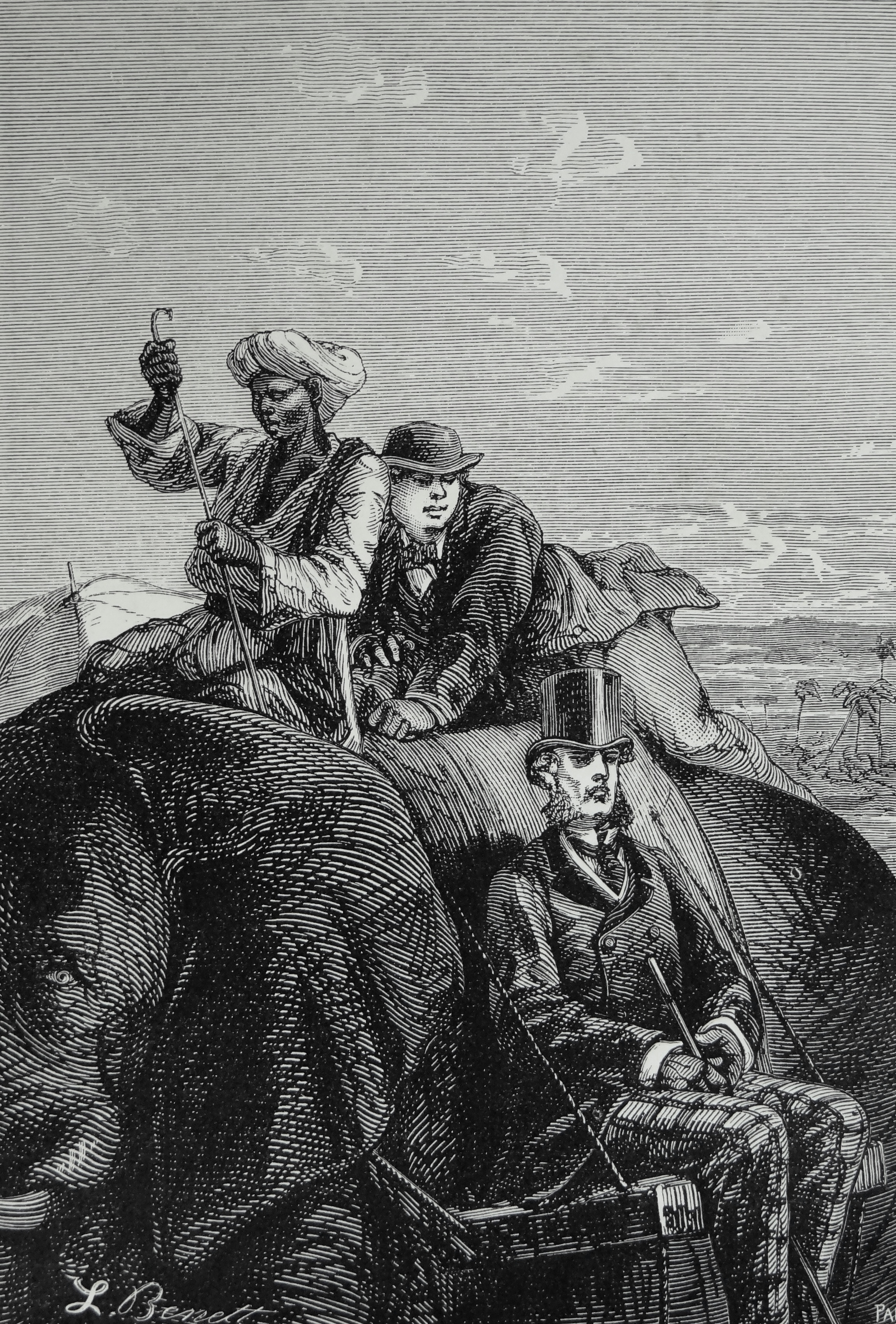
Подорож на слоні

- Мандрівники наймають погонича слонів
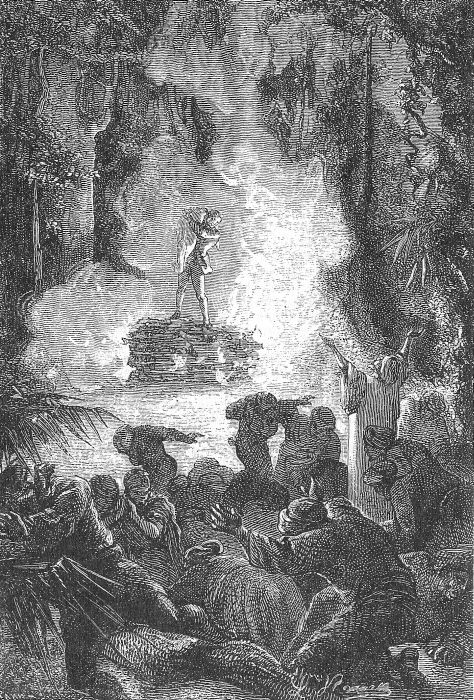
Паспарту рятує Ауду
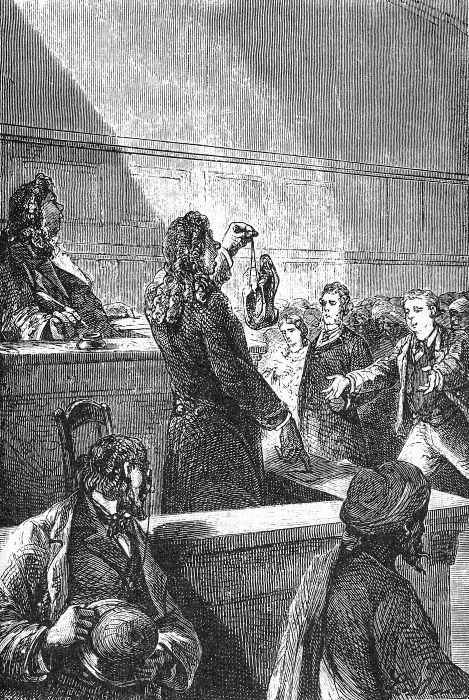
Докази проти Паспарту
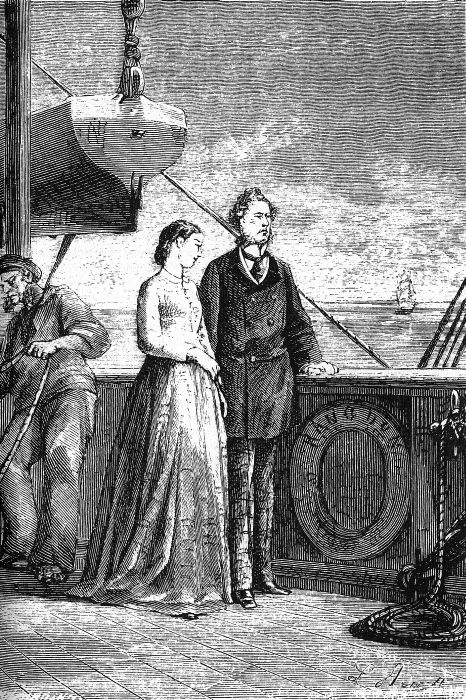
Ауда і Фоґґ на шляху з Індії

- Суд
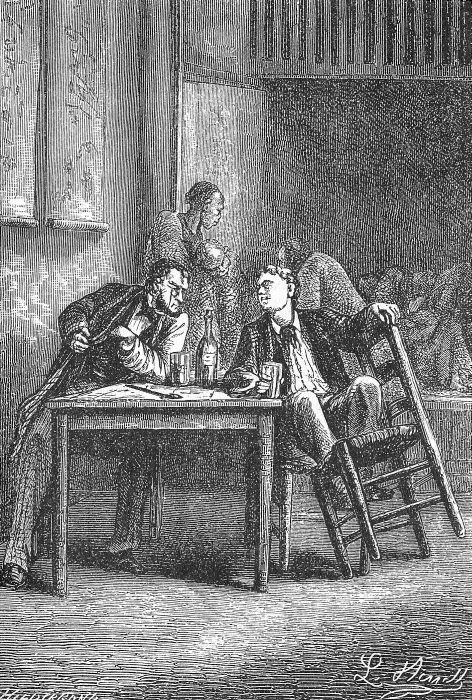
Містер Фікс і Паспарту
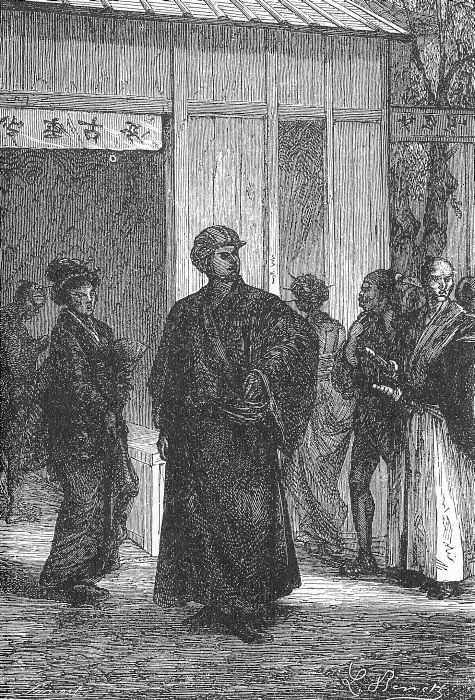
Фікс лишає Паспарту в Гонконзі
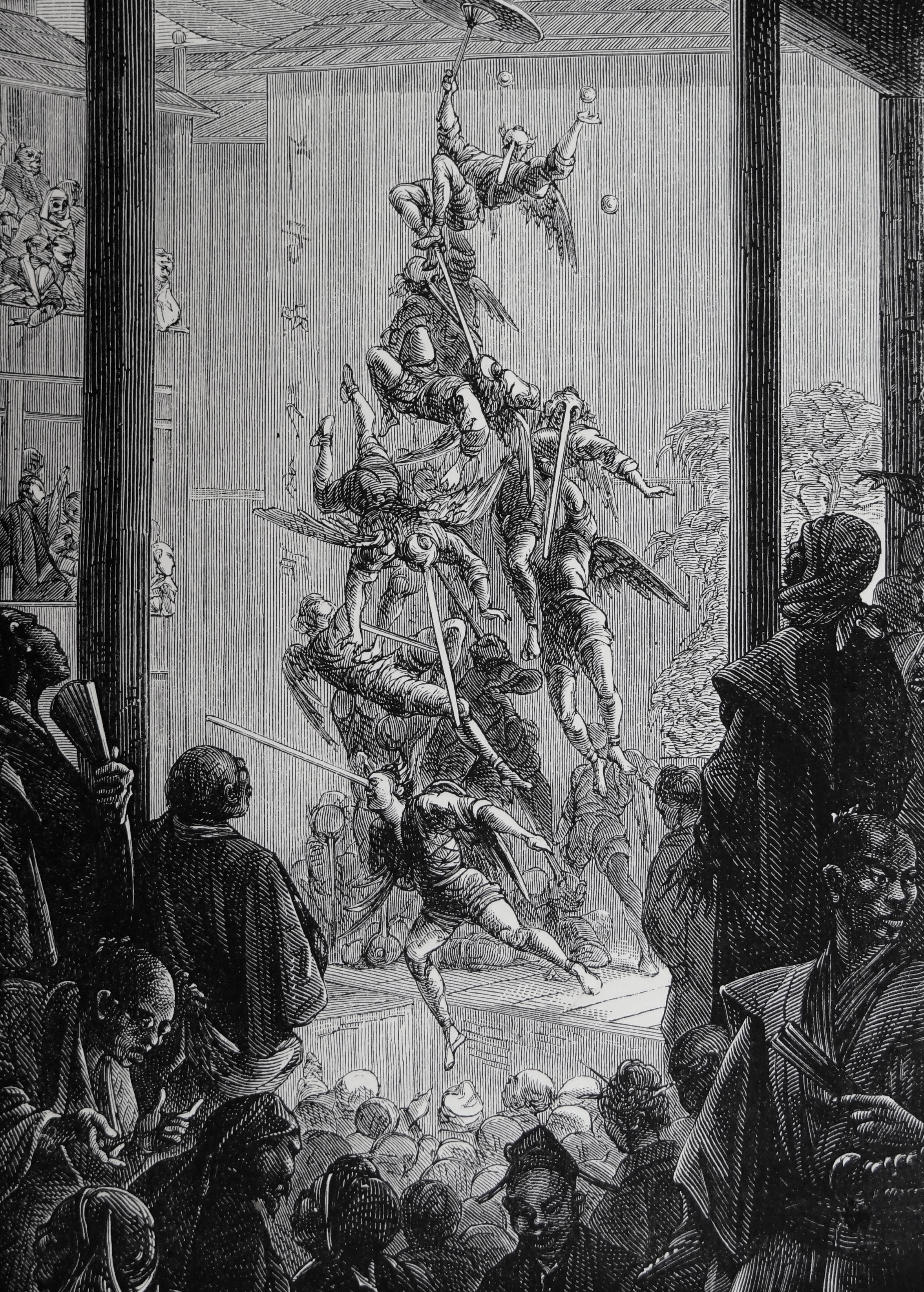
Вистава японських акробатів
- Паспарту дає прочуханки Фіксу
- Протест американських робітників
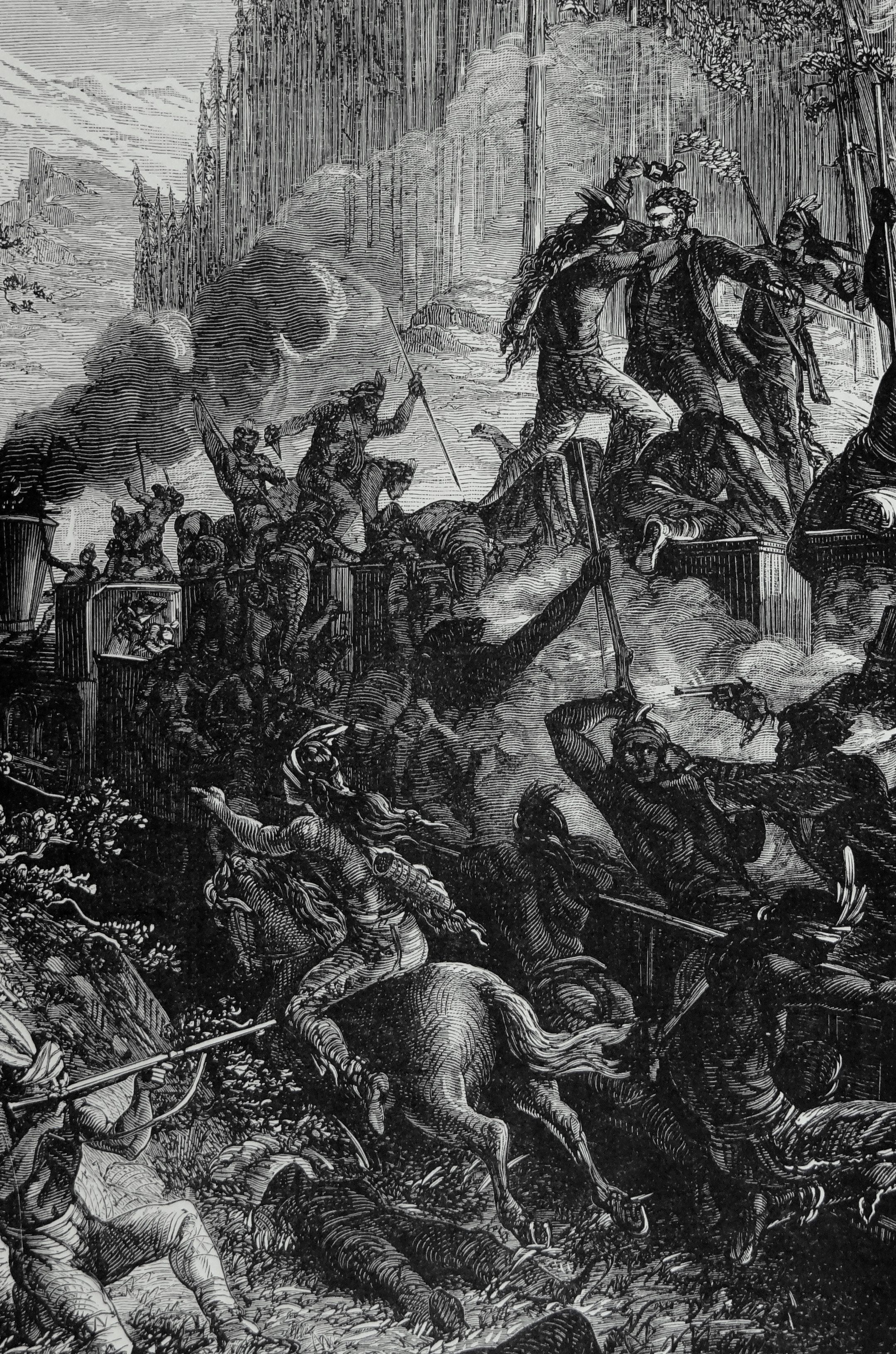
Бій з індіанцями
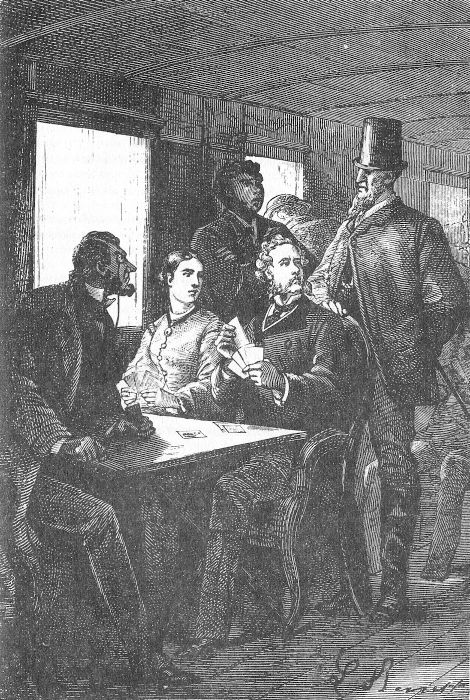
В американському поїзді
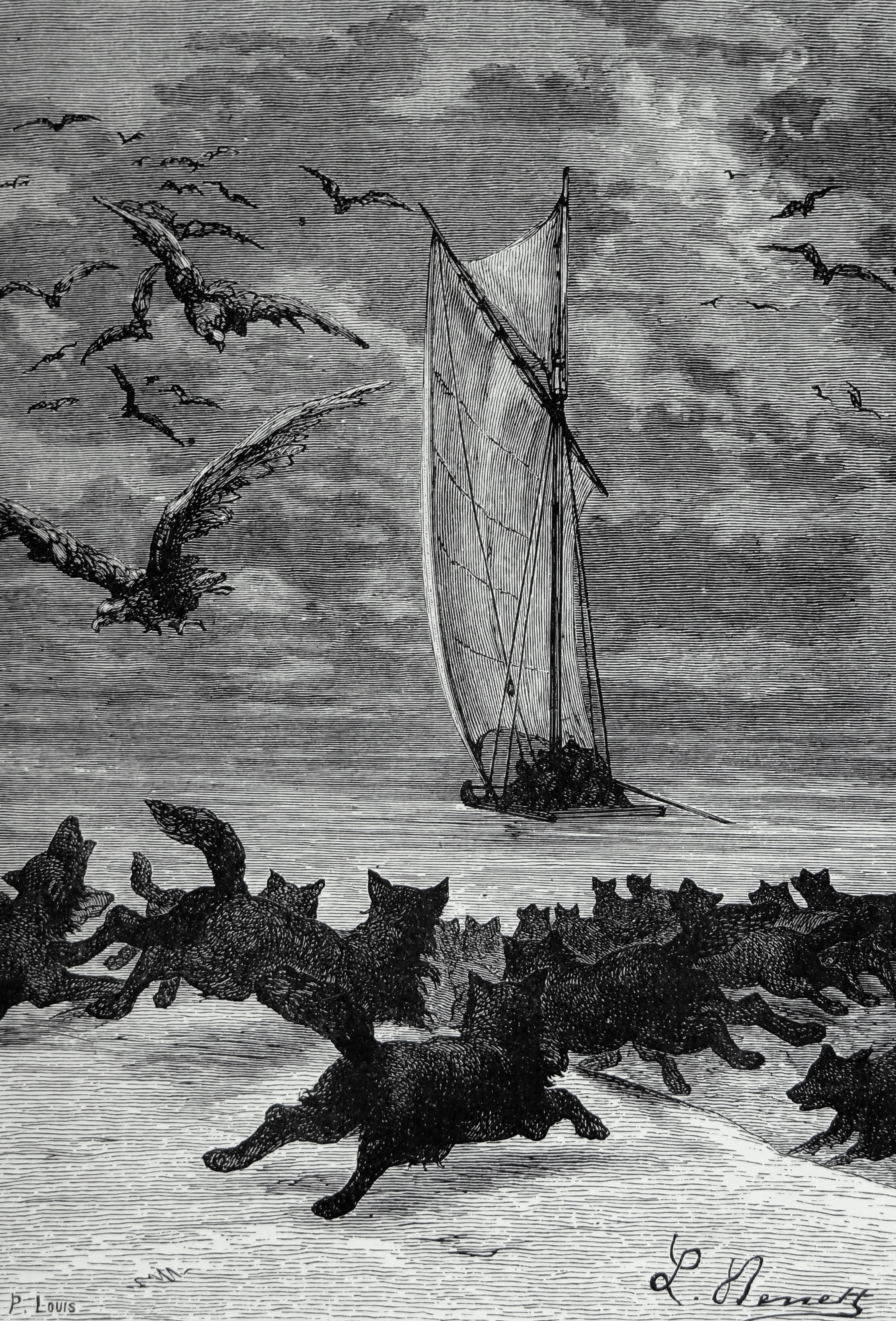
Вітрильні сани
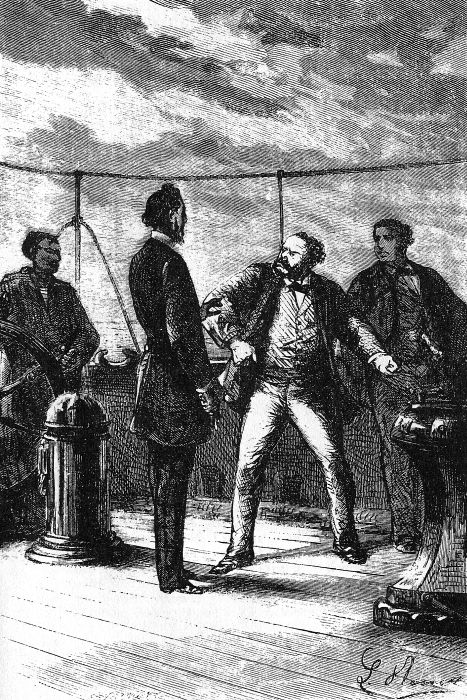
Спроба купити корабель
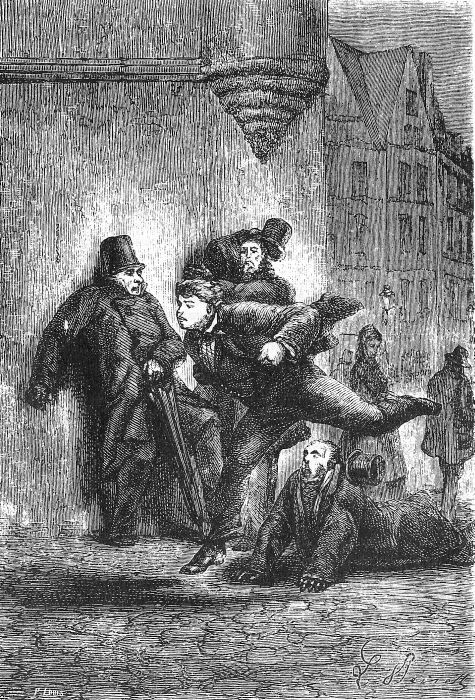
Паспарту поспішає повідомити, що парі не програно
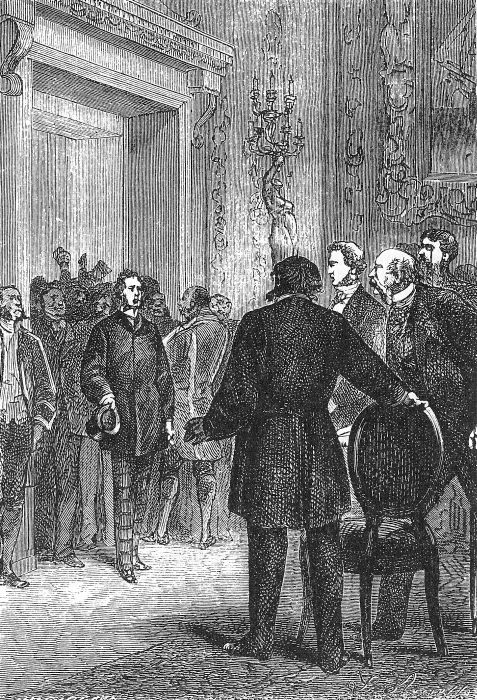
Неочікуване повернення Фоґґа

- Дорогою в Англію
- Фоґґ повертається в Реформ-клуб